# Ciudad Real
Ciudad Real es un municipio y una ciudad de España, capital de la provincia homónima, en la comunidad autónoma de Castilla-La Mancha. Con una población de 75 909 habitantes (INE 2024), es el quinto municipio más poblado de la comunidad autónoma. Recibe el sobrenombre de «la capital de La Mancha» por haber sido la capital de la antigua provincia de La Mancha.

## Geografía
El municipio de Ciudad Real comprende cuatro núcleos de población, Ciudad Real, Las Casas, Valverde y La Poblachuela. Ciudad Real está urbanísticamente separada por escasos metros de la vecina localidad de Miguelturra, con la que forma un continuo demográfico.
Ciudad Real se encuentra en la región histórica de La Mancha, concretamente en la comarca natural del Campo de Calatrava, caracterizada por toda una llanura y situada en la sub-meseta sur de la península ibérica, al borde de un extenso territorio que presenta la particularidad del relieve y los fenómenos volcánicos. Así, se pueden observar formaciones del relieve que suelen recibir el nombre de «morro» o «cabezo» y cráteres hidromagmáticos de explosión o maar, que a veces albergaban lagunas. Estas, en ocasiones, fueron desecadas en la segunda mitad del siglo XIX como consecuencia de las ideas y políticas higienistas o miasmáticas de la época. Es el caso de la laguna de Los Terreros, donde se encuentra actualmente la Facultad de Educación. La zona centro-sur de Ciudad Real se encuentra emplazada sobre cuatro maares, cuyos cráteres se sitúan en la plaza del Pilar, el barrio de Los Ángeles, la Poblachuela y en la fuente del Hospital General. En su término municipal, se encuentran otros maares o cráteres de explosión, como el de la laguna de La Posadilla (también llamado de Fuentillejos), declarada monumento natural
Otros fenómenos son las aguas agrias, hervideros y baños termales. El relieve del término municipal es llano con ligeras ondulaciones y con pequeños cerros volcánicos además de pequeñas sierras cuarcíticas. El río Guadiana surca este territorio represado para el regadío en el embalse de El Vicario.
Las antípodas de Ciudad Real se encuentran en un punto al norte del parque forestal de Kaimanawa (Kaimanawa Forest Park) en la isla Norte de Nueva Zelanda, cerca de la ciudad de Turangi en la región de Waikato.
| Noroeste: Picón                         | Norte: Miguelturra (exclave)                                         | Nordeste: Carrión de Calatrava |
| Oeste: Alcolea de Calatrava             |                                                                      | Este: Miguelturra              |
| Suroeste: Poblete y Corral de Calatrava | Sur: Cañada de Calatrava, Villar del Pozo y Ballesteros de Calatrava | Sureste: Pozuelo de Calatrava  |

### Clima
De acuerdo con la clasificación climática de Köppen, el clima de Ciudad Real es en general semiárido frío de tipo BSk, si bien está muy cerca del límite con el clima mediterráneo de tipo Csa. Otras fuentes describen el clima de Ciudad Real como mediterráneo continentalizado, diferenciándolo del clima mediterráneo típico (que se da en zonas cercanas a la costa), por tener una mayor amplitud térmica anual debido a su altitud y lejanía del mar.
La precipitación media anual es de unos 406 mm, con un mínimo marcado en verano (como es común en los climas mediterráneos) y un máximo en otoño y comienzos del invierno y, en menor medida, en primavera. Las nevadas en invierno son ocasionales. El verano es muy cálido, mientras que el invierno es moderadamente frío.
| Parámetros climáticos promedio de observatorio de Ciudad Real ( 626 m s. n. m. ) (periodo de referencia: 1991-2020, extremas: 1970-actualidad) | Parámetros climáticos promedio de observatorio de Ciudad Real ( 626 m s. n. m. ) (periodo de referencia: 1991-2020, extremas: 1970-actualidad) | Parámetros climáticos promedio de observatorio de Ciudad Real ( 626 m s. n. m. ) (periodo de referencia: 1991-2020, extremas: 1970-actualidad) | Parámetros climáticos promedio de observatorio de Ciudad Real ( 626 m s. n. m. ) (periodo de referencia: 1991-2020, extremas: 1970-actualidad) | Parámetros climáticos promedio de observatorio de Ciudad Real ( 626 m s. n. m. ) (periodo de referencia: 1991-2020, extremas: 1970-actualidad) | Parámetros climáticos promedio de observatorio de Ciudad Real ( 626 m s. n. m. ) (periodo de referencia: 1991-2020, extremas: 1970-actualidad) | Parámetros climáticos promedio de observatorio de Ciudad Real ( 626 m s. n. m. ) (periodo de referencia: 1991-2020, extremas: 1970-actualidad) | Parámetros climáticos promedio de observatorio de Ciudad Real ( 626 m s. n. m. ) (periodo de referencia: 1991-2020, extremas: 1970-actualidad) | Parámetros climáticos promedio de observatorio de Ciudad Real ( 626 m s. n. m. ) (periodo de referencia: 1991-2020, extremas: 1970-actualidad) | Parámetros climáticos promedio de observatorio de Ciudad Real ( 626 m s. n. m. ) (periodo de referencia: 1991-2020, extremas: 1970-actualidad) | Parámetros climáticos promedio de observatorio de Ciudad Real ( 626 m s. n. m. ) (periodo de referencia: 1991-2020, extremas: 1970-actualidad) | Parámetros climáticos promedio de observatorio de Ciudad Real ( 626 m s. n. m. ) (periodo de referencia: 1991-2020, extremas: 1970-actualidad) | Parámetros climáticos promedio de observatorio de Ciudad Real ( 626 m s. n. m. ) (periodo de referencia: 1991-2020, extremas: 1970-actualidad) | Parámetros climáticos promedio de observatorio de Ciudad Real ( 626 m s. n. m. ) (periodo de referencia: 1991-2020, extremas: 1970-actualidad) |
| Mes | Ene. | Feb. | Mar. | Abr. | May. | Jun. | Jul. | Ago. | Sep. | Oct. | Nov. | Dic. | Anual |
| --- | --- | --- | --- | --- | --- | --- | --- | --- | --- | --- | --- | --- | --- |
| Temp. máx. abs. (°C) | 20.4 | 24.8 | 29.5 | 35.1 | 38.6 | 42.7 | 43.7 | 42.6 | 39.7 | 33.2 | 28.0 | 19.6 | 43.7 |
| Temp. máx. media (°C) | 11.1 | 13.8 | 17.7 | 20.3 | 25.1 | 31.0 | 34.9 | 34.2 | 28.3 | 22.0 | 15.1 | 11.5 | 22.1 |
| Temp. media (°C) | 6.3 | 8.2 | 11.5 | 14.0 | 18.4 | 23.7 | 27.2 | 26.7 | 21.7 | 16.2 | 10.2 | 7.0 | 15.9 |
| Temp. mín. media (°C) | 1.5 | 2.6 | 5.2 | 7.7 | 11.6 | 16.4 | 19.5 | 19.2 | 15.1 | 10.4 | 5.3 | 2.5 | 9.8 |
| Temp. mín. abs. (°C) | -13.8 | -9.2 | -7.0 | -3.8 | 0.0 | 4.2 | 7.4 | 7.2 | 1.0 | -3.0 | -8.0 | -10.2 | -13.8 |
| Precipitación total (mm) | 34 | 32 | 39 | 49 | 38 | 20 | 3 | 7 | 32 | 54 | 46 | 52 | 406 |
| Días de precipitaciones (≥ 1 mm) | 6.1 | 5.5 | 5.6 | 7.5 | 6.0 | 2.9 | 0.6 | 1.0 | 3.9 | 6.7 | 6.7 | 6.7 | 58.9 |
| Días de nevadas (≥ 0.01 mm) | 1.0 | 0.9 | 0.3 | 0.0 | 0.0 | 0.0 | 0.0 | 0.0 | 0.0 | 0.0 | 0.0 | 0.3 | 2.4 |
| Horas de sol | 136 | 170 | 217 | 237 | 273 | 327 | 366 | 335 | 264 | 208 | 141 | 124 | 2813 |
| Humedad relativa (%) | 78 | 70 | 61 | 58 | 51 | 42 | 35 | 39 | 51 | 65 | 75 | 81 | 59 |
| Fuente n.º 1: Agencia Estatal de Meteorología                                                                                                  | | | | | | | | | | | | | |
| Fuente n.º 2: Agencia Estatal de Meteorología (extremos)                                                                                       | | | | | | | | | | | | | |

## Historia

### Edad Media

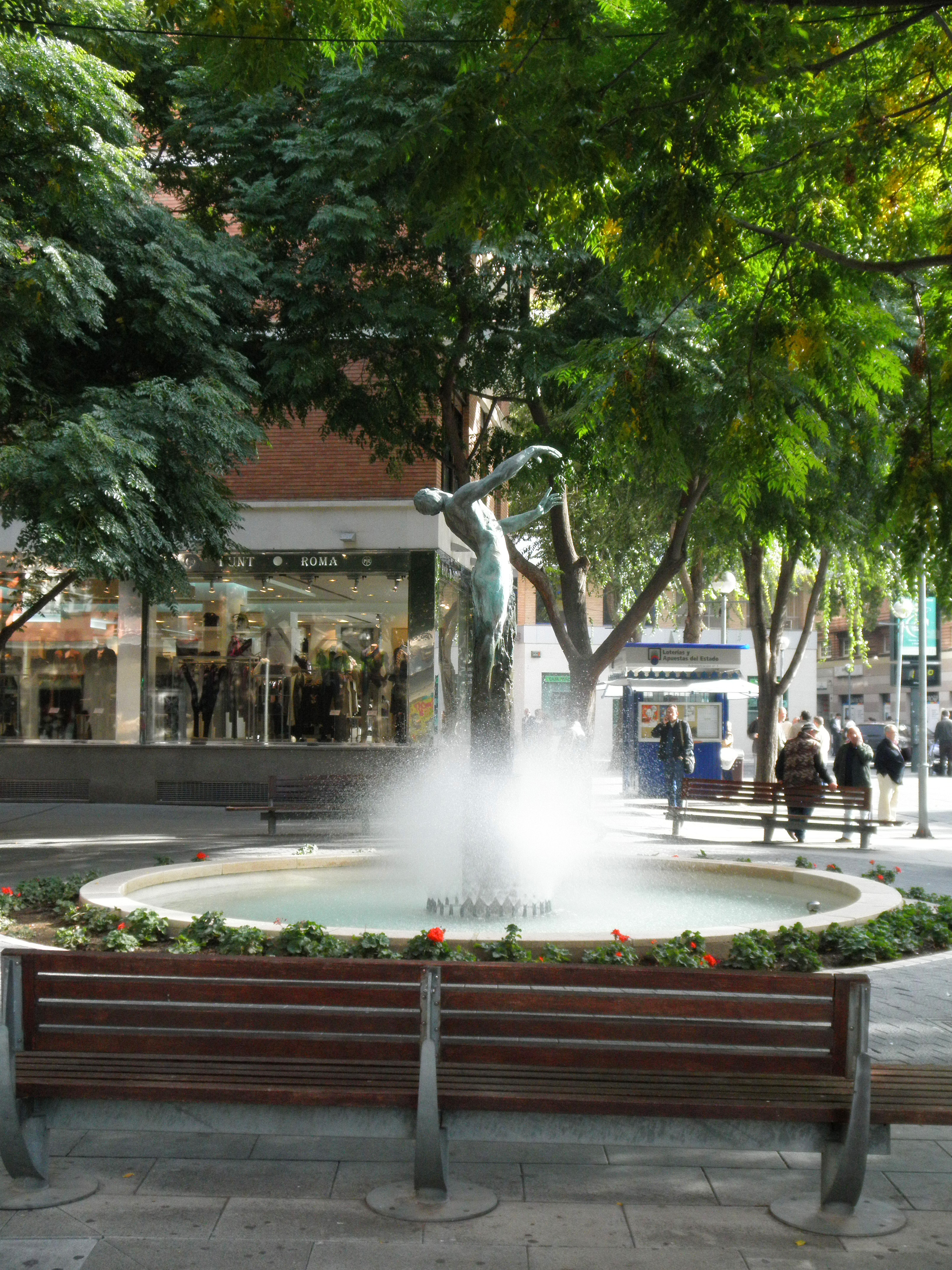
Homenaje al emplazamiento del Pozo de Don Gil en torno al que surgió la ciudad, obra del escultor López-Arza

Esta ciudad se originó con el establecimiento de un pequeño pueblo, denominado Pozo o Pozuelo Seco de Don Gil, durante el proceso de repoblación de las llamadas «tierras de nadie» debido a que los musulmanes fueron expulsados de esta región al llevarse a cabo la Reconquista cristiana. Pozo o Pozuelo Seco de Don Gil vio incrementada su población por la migración de los habitantes de la vecina población de Alarcos, a la cual pertenecía,[cita requerida] ello por el año de 1195. En el lugar donde se encontraba el pozo al que hace referencia el nombre de la antigua aldea, hoy existe una placa conmemorativa, localizada en la plaza del Pilar.
Mientras fue tierra de nadie fronteriza el lugar fue con frecuencia arrasado por bandoleros de origen mercenario entregados al pillaje, de muy variada procedencia (europeos, musulmanes...) de los cuales los más célebres fueron los llamados Golfines. El poder de las órdenes militares era entonces equiparable al de los reyes, pero no siempre conseguían evitar estos desórdenes, con frecuencia porque la guerra les obligaba a emitir perdones a fin de reclutarlos en sus filas. El maestre de cada orden actuaba como señor feudal, y tenía derecho a recaudar impuestos en las tierras de su dominio. En esto no sería una excepción la principal orden en la zona, y la que ostentaba mayor poder: la Orden de Calatrava. Además su poder era tal, que podía ser una gran aliada (para proteger los límites del reino con al-Ándalus) o convertirse en un gran problema. En 1245 tuvo lugar en Pozuelo de Don Gil la última entrevista entre Fernando III y su madre doña Berenguela. En el año 1255, tercero de su reinado, el rey Alfonso X el Sabio renombró el municipio del Pozuelo de Don Gil, fundando Villa Real. Colocaba así el rey una villa de su propiedad, con fieles funcionarios reales, en los dominios de la Orden de Calatrava:

Passando por un lugar que se dezía Pozuelo de don Gil, que era en término de Alarcos, entretanto que llegaban las compañas por que había enviado, mandó venir gentes de su comarca y ordenó en cuál manera se poblasse allí una villa, y mandó que le dixessen Villareal, y ordenó luego las calles y señaló luego los lugares por donde fuesse la cerca, y hizo hazer luego una puerta labrada de piedra, y esta es la que estaba en el camino que viene de Toledo, y mandó a los del lugar cómo hiziessen la cerca, y fuesse para Córdoba y dende a Sevilla

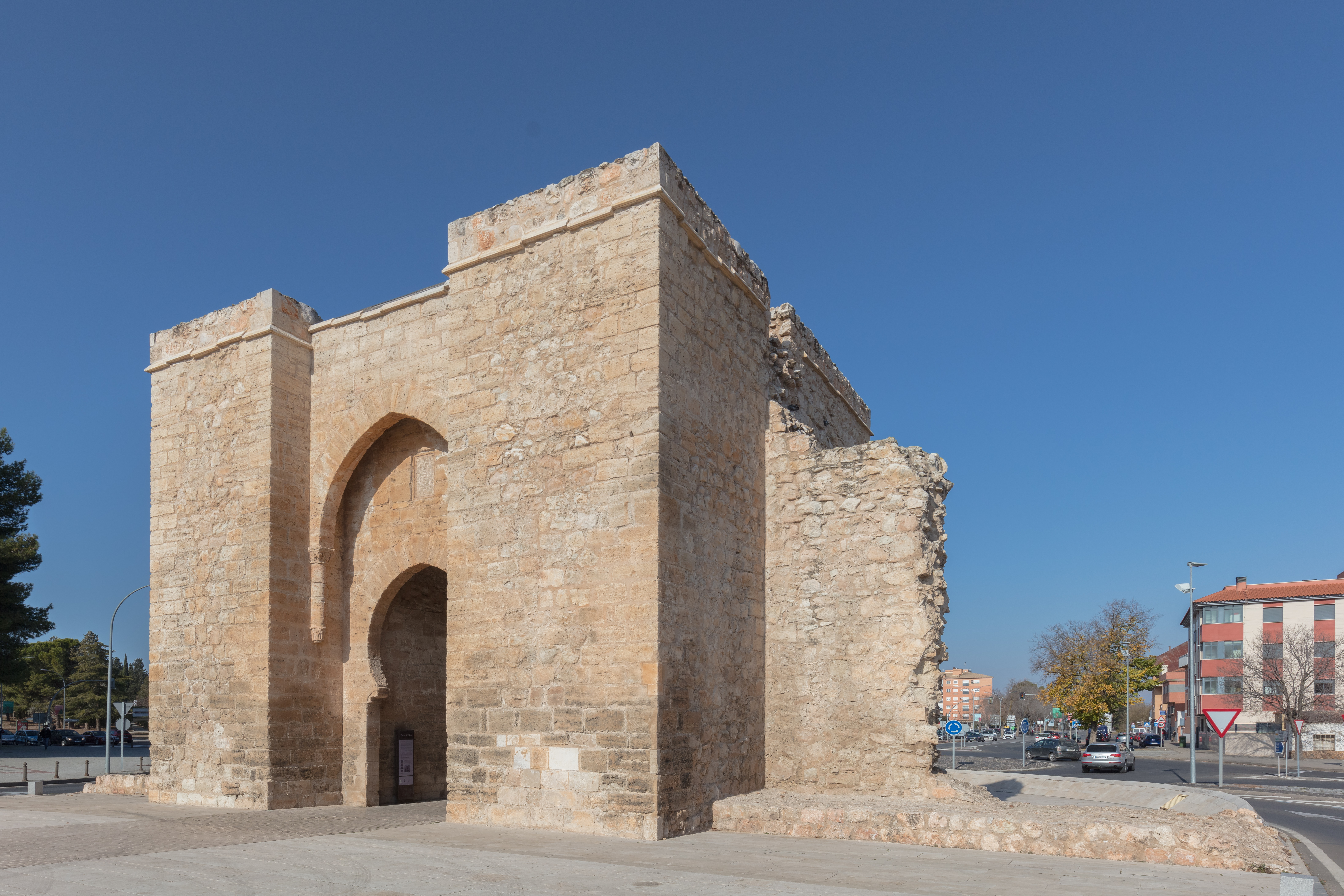
Puerta de Toledo, resto de la antigua muralla medieval de la ciudad, dataría aproximadamente del

En su término municipal, a 8 km de la ciudad, se encuentra el cerro de Alarcos, antigua población ibérica y de importante valor arqueológico, también por su ermita y castillo medievales; sus inmediaciones fueron escenario de la batalla del mismo nombre, donde las tropas cristianas fueron derrotadas por los almohades (1195).
Una curiosidad histórica es que Villa Real, junto a Madrid (que fue Corte en el exilio) y Andújar, dejó de ser población de realengo en la Corona de Castilla, pasando a ser señorío de León VI de Armenia entre los años 1382 y 1391. Juan I de Castilla pagó el rescate de León VI de Armenia, cuando este fue capturado por los egipcios, en lo que fue la caída del último reino cristiano de Oriente. Como agradecimiento al rescate, León VI acudió a Castilla a visitar a su liberador, Juan I, y este le otorgó el señorío de Madrid, e Vilareal e Andújar hasta su muerte, sin posibilidad de heredarlo. Pero Enrique III recuperó la administración de los señoríos en 1391, tras las continuas quejas de los súbditos. Ese mismo año hubo un pogromo generalizado en las principales poblaciones de Castilla, incluida Villarreal, y numerosos judíos de su sinagoga decidieron convertirse al cristianismo para apaciguar los ánimos, al menos superficialmente.

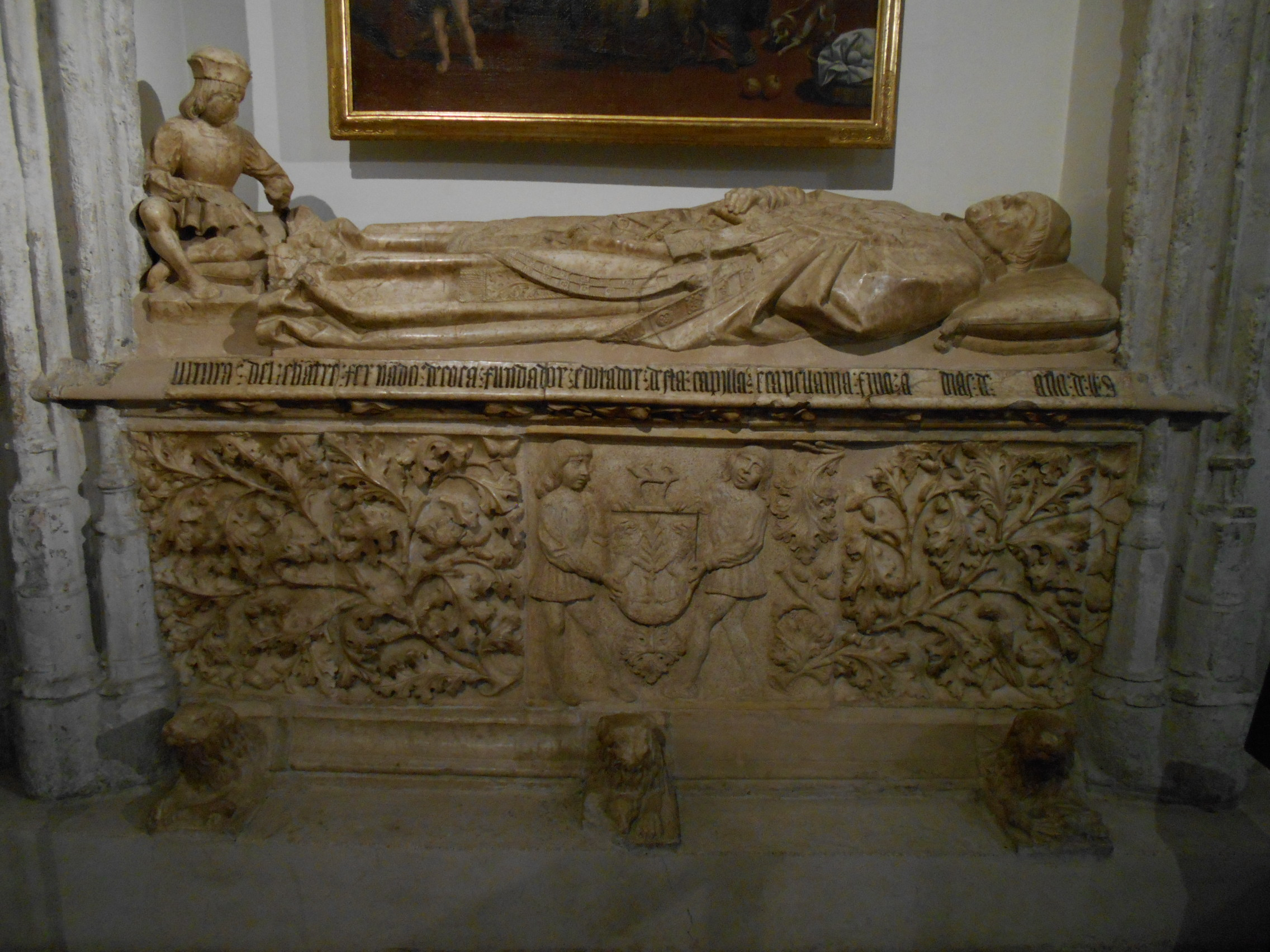
Sepulcro de Fernando Alonso de Coca en la iglesia de San Pedro

Para encontrar el momento en que Villa Real recibe el título de ciudad, hay que remontarse a diciembre del año 1420, en el que el rey de Castilla Juan II le concede a Villa Real el título de ciudad, como premio a su apoyo en la guerra civil dinástica contra las órdenes militares, al enviar Villa Real unos mil quinientos hombres armados de su milicia en ayuda del rey, que se encontraba entonces secuestrado en el castillo de Montalbán. Desde entonces, Juan II otorgó a la villa el título de ciudad y un escudo con la leyenda «Muy noble, muy leal», pasando a llamarse desde entonces Ciudad Real. Los vecinos de Ciudad Real organizaron un gran motín contra sus paisanos conversos cuyos disturbios empezaron el seis de octubre de 1474. Ese día, los alborotadores surgieron de varias casas y conventos de la ciudad, lo que hace pensar que no fue espontáneo y seguramente existía la intención de ejercer el pillaje contra ellos y sus pertenencias. La ciudad tendría entonces una población aproximada de 8000 habitantes. En 1475 se confirman los privilegios de la Santa Hermandad Vieja de Ciudad Real por parte de los Reyes Católicos, quienes establecen además en ella una de las dos Reales Chancillerías de Castilla (1494), luego trasladada a Granada (1505), y la sede del tribunal de la Inquisición (1483), luego establecida en Toledo (1485). El padre Fidel Fita y el profesor Haim Beinart estudiaron la tremenda represión que sufrieron los criptojudaizantes entre los conversos de la ciudad, especialmente de 1483 a 1485. Para evitar denuncias, por ejemplo, las conversas de Ciudad Real llevaban ruecas consigo cuando se reunían los sábados para «decir» que iban a hilar cuando en realidad iban a hacer algo completamente diferente.

### Edad Moderna

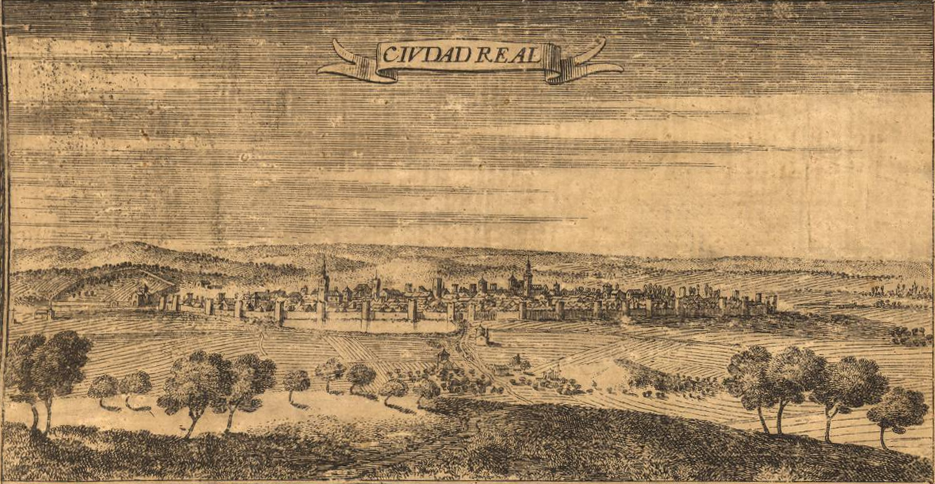
Vista panorámica de Ciudad Real en 1687, según grabado de Juan Francisco Leonardo, desde el cerro de La Atalaya, en el lado norte. Se ve en el centro la puerta de Toledo y el camino hacia el mismo que sale de ella

En 1508 se padeció una espantosa inundación. Durante la guerra de las Comunidades se mantuvo leal a Carlos I por lo menos hasta enero de 1521. Las invitaciones de la Santa Junta, que ordenó el 28 de diciembre escribirle cartas a su concejo, y la negativa de los virreyes de concederle ciertas peticiones, la motivó a que se uniese al bando rebelde. Así, Consejo Real criticó al concejo de la Mesta cuando esta quiso reunirse en Ciudad Real, porque consideraba que la villa no ofrecía las seguridades necesarias.
En 1691, Ciudad Real fue nombrada capital de la provincia de La Mancha al tiempo que esta era creada.

### Edad Contemporánea
Entre los días 26 y 27 de marzo de 1809 tuvo lugar la batalla de Ciudad Real, entre las tropas imperiales de Napoleón y el ejército español y la Milicia de Ciudad Real en los puentes del Guadiana, en la que se enfrentaron más de cinco mil hombres de ambos bandos, siendo después Ciudad Real tomada por las tropas napoleónicas y ocupada por una guarnición militar de caballería hasta el año 1813. Tenía esta guarnición su cuartel, en el edificio creado por el cardenal Francisco de Lorenzana y que hasta la llegada del ejército napoleónico fue Hospital de Misericordia y convento.
Fue en 1833 cuando se modificaron los límites provinciales y se creó la provincia de Ciudad Real tras el decreto del ministro Javier de Burgos. En 1843, gracias al regente general Baldomero Espartero, se inauguró en Ciudad Real su primer Instituto Provincial de Educación. Fue tras la petición del alcalde señor Maldonado y tras la desamortización del Convento de los Mercedarios Descalzos, también Hospital. Este edificio fue el que había creado el cardenal Lorenzana y que desde la invasión napoleónica en 1809, era cuartel. El día primero de abril de 1842 se inauguraba la Escuela Normal de Ciudad Real que se instalaba, como lo hiciera el Instituto, en otro edificio desamortizado, el antiguo convento de San Juan de Dios, en el número 12 de la calle Dorada. En los años inmediatos se plantearía en toda España la necesidad de que se creasen también Escuelas Normales de Maestras. La primera Normal de Maestras se creaba por real decreto de 24 de febrero de 1858. Tuvo a dos directoras sucesivas: Alfonsa Latur y Adela Riquelme O'Anley.
En la década de 1860 el ferrocarril llegó a la ciudad, primero con la línea Manzanares-Ciudad Real (1861) y posteriormente con la línea Ciudad Real-Badajoz (1866). Años más tarde se inauguraría la línea Madrid-Ciudad Real (1879), lo que convirtió al municipio en un importante nudo ferroviario. De esta época destaca la construcción de la llamada Estación Nueva, en el parque Gasset, si bien en 1880 se inauguró la estación definitiva de la compañía MZA —situada en la ronda de Ciruela—, que durante más de un siglo sería la principal estación de ferrocarril de Ciudad Real. Esta última sustituía a la primitiva construcción que había sido inaugurada en 1863.

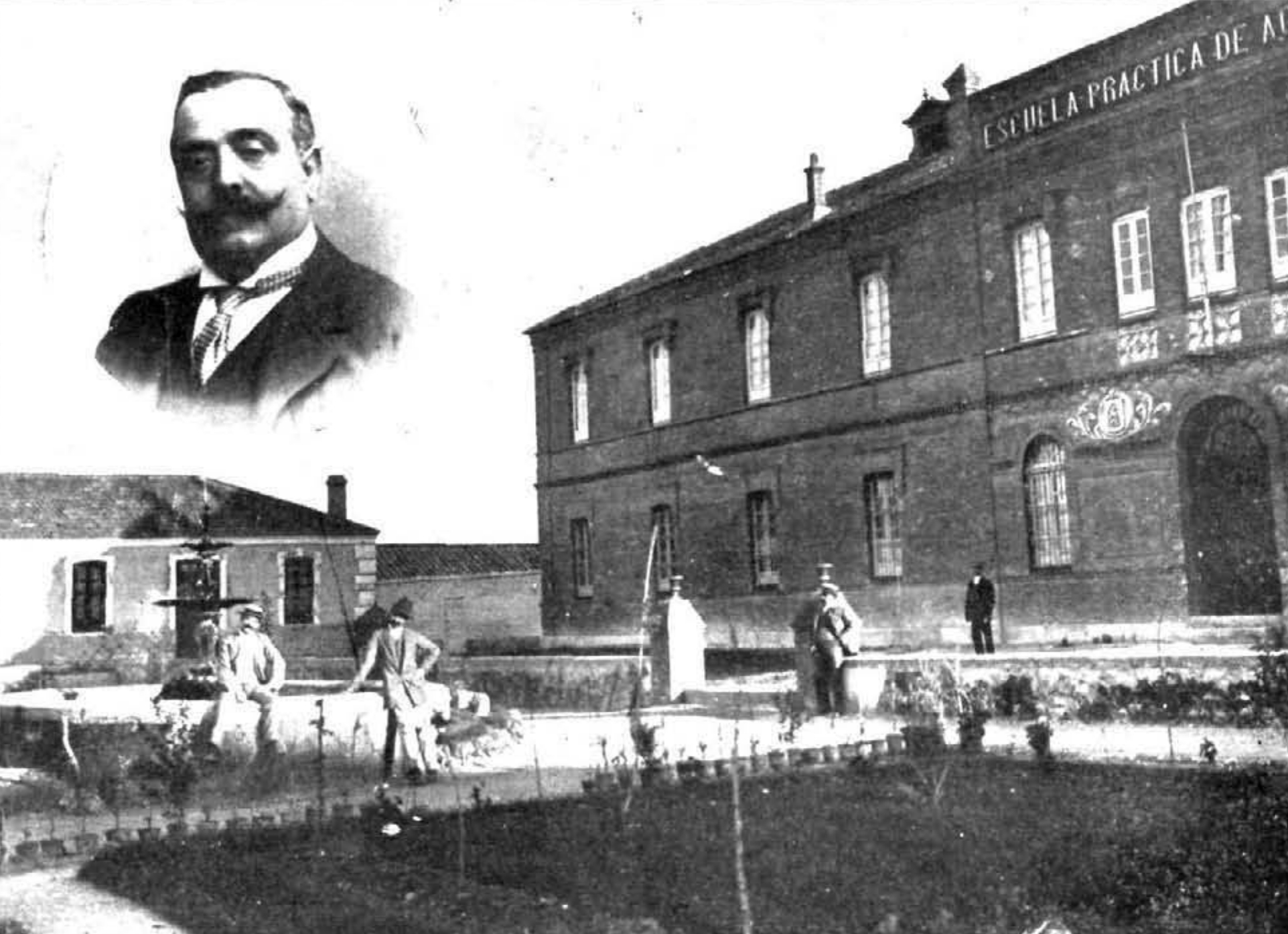
Instalaciones de la Granja Agrícola de Ciudad Real, fundada en 1909

Con la llegada del ferrocarril a Ciudad Real se secaron, gracias a él, las lagunas de las Terreras, que –se decía– eran un foco de infecciones y muertes, sobre todo infantiles en el cercano barrio del Perchel. En 1866, Isabel II visita Ciudad Real, alojándose en el antiguo convento de la Merced. Al mismo tiempo, se reconstruyen partes de la muralla y se inaugura el nuevo Ayuntamiento de Sebastián Rebollar. El 18 de noviembre de 1875, el papa León XIII crea la diócesis de Ciudad Real y la iglesia de Santa María pasa a ser la sede de la diócesis en 1877, en 1887 Ciudad Real se dota de un casino. En 1905, en el III Centenario del Quijote, visita Ciudad Real el monarca Alfonso XIII. En 1909 se inauguró en el municipio una granja escuela de agricultura.

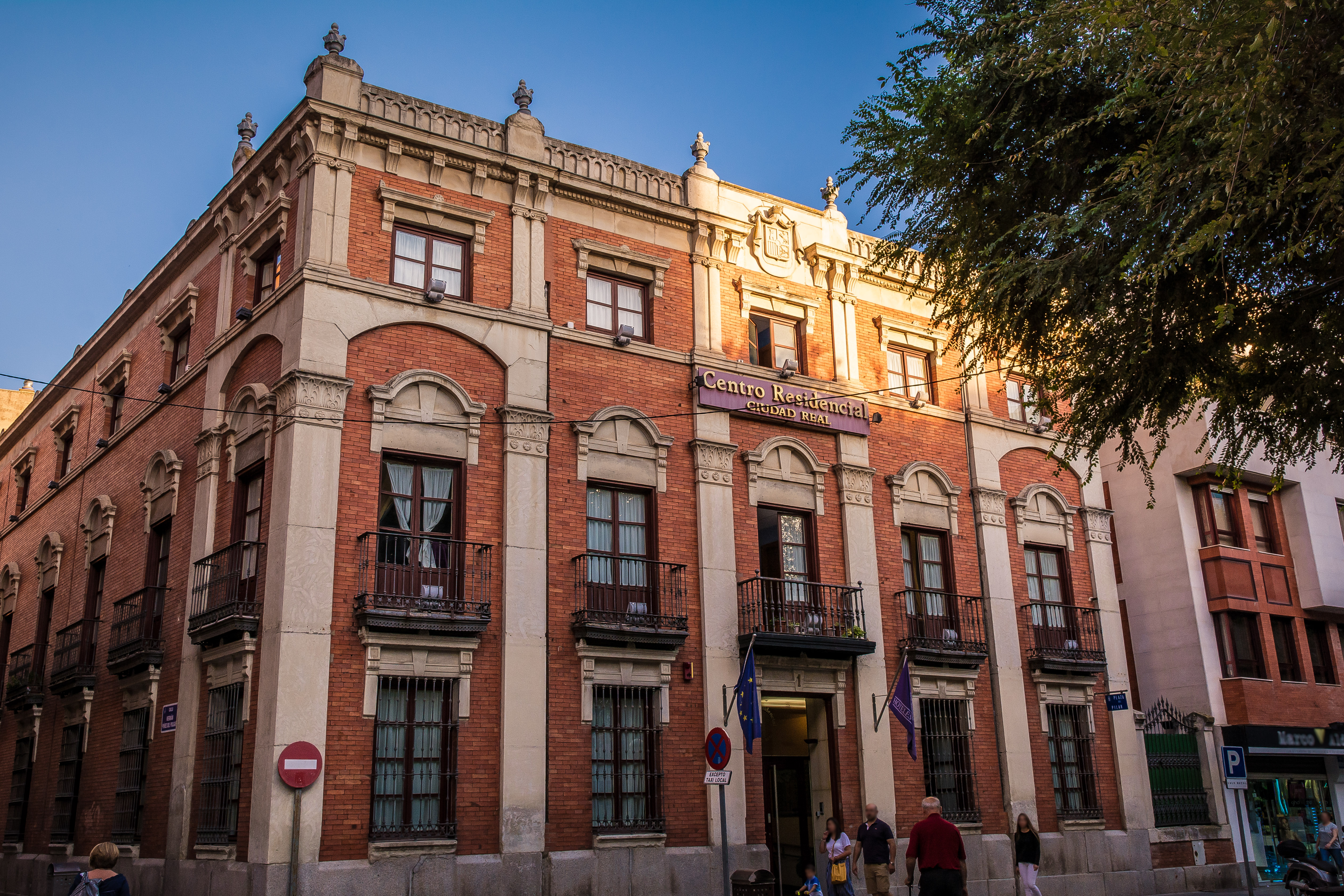
Edificio del Banco de España, de comienzos del

Entre 1912 y 1920 se imprimieron los números de la revista ilustrada Vida Manchega que reflejaron bastante bien la idiosincrasia de la Ciudad Real de principios de siglo. En 1929, durante la dictadura de Miguel Primo de Rivera, se produjo la rebelión del Regimiento de Artillería de la ciudad. Durante la guerra civil (1936-1939) la ciudad permaneció en territorio leal al Gobierno republicano y ciertos sectores se referían a ella como «Ciudad Leal», «Ciudad Libre» o «Ciudad Libre de La Mancha», aunque nunca se cambió su nombre de forma oficial. Entre otros, durante la Guerra Civil fue asesinado por grupos incontrolados el obispo Narciso de Esténaga. Tras la guerra civil, sin embargo, entre 1939 y 1943, la represión contra los constitucionales fue mucho más dura, una de las que más en todo el país: 4000 ejecutados en toda la provincia, según un estudio de la UNED, de ellos casi mil en la propia Ciudad Real, según refiere otro estudio. De ellos, un 60 % eran socialistas, un 15 % comunistas, un 19 % de anarquistas y el resto republicanos.
La ciudad conserva, por la falta de cuidado en épocas pasadas, solo algunos vestigios históricos, como varios lienzos de la muralla y la puerta de Toledo (siglo XIII), la casa de Hernán Pérez del Pulgar (siglo XV), la casa real de la Caridad (siglo XVIII), la iglesia de la Merced (siglo XVIII), la iglesia de San Pedro Apóstol (siglo XV) o la iglesia de Santiago Apóstol (siglo XIV), que contiene una techumbre mudéjar con motivos heráldicos y algunos frescos. La sede de la diputación provincial es un proporcionado edificio neoclásico de finales del siglo XIX.
No se ha conservado el antiguo convento de San Francisco, muy remodelado, pero que era uno de los más antiguos y de mayores dimensiones de su orden en España. Poseía la ciudad un notable alcázar, del que hoy solo queda el arco de entrada a uno de sus torreones, y los túneles subterráneos y aljibes del castillo, descubiertos recientemente en las obras de construcción de un aparcamiento.
Aunque los restos históricos son pocos, se nota que la ciudad fue importante en sus orígenes. No en vano, fue sede del Tribunal de la Inquisición o Santo Oficio. Honor que se concedía únicamente a la ciudad de confianza para el poder. La sede del Santo Oficio se encontraba en el lugar donde hoy se ubica la delegación de Hacienda, frente a la iglesia de San Pedro.

## Demografía
Ciudad Real cuenta con una población de 75 909 habitantes (INE 2024).
El 52,64 % de sus habitantes son mujeres, mientras que el 47,35 % son hombres. Por grupos de edad, el 17,98 % son mayores de 65 años, el 67,05 % entre quince y 64 años, mientras que el 14,97 % tienen menos de quince años. El 93,39 % de la población es española, mientras que el número de inmigrantes es de 4987 personas, que representan el 6,61 %, una tasa relativamente baja en comparación con la media nacional (13,4 %) y con la de Castilla-La Mancha (12,7 %).
| Gráfica de evolución demográfica de Ciudad Real entre 1842 y 2021 |
| |
| Población de derecho según los censos de población del INE Población de hecho según los censos de población del INEEntre el censo de 1857 y el anterior, disminuye el término del municipio porque independiza a Poblete |

El crecimiento histórico de la ciudad se ha realizado de manera progresiva, con un aumento significativo en la década de los treinta, setenta y en el periodo comprendido entre 2001 y 2011. El máximo histórico de población, hasta el año 2023, se produjo en 2020, con 75 504 habitantes, descendiendo en 2021 como consecuencia del aumento de fallecimientos por la COVID-19 y por el descenso de la natalidad en dicho periodo, comenzando a crecer de nuevo a partir de 2023, con la previsión de superar el máximo histórico en 2024.

### Población y nacionalidad
Distribución de la población según su nacionalidad.
| Nacionalidad | Hombres | Mujeres | Total  | %      | Proporción |
| ------------ | ------- | ------- | ------ | ------ | ---------- |
| Española     | 33 470  | 37 214  | 70 684 | 94.4 % |            |
| Extranjera   | 1988    | 2178    | 4166   | 5.5 %  |            |

Debido al gran número de estudiantes de la Universidad de Castilla-La Mancha (UCLM) y de residentes no empadronados, la población de Ciudad Real se dispara hasta las 85 000 personas aproximadamente y superaría los 150 000 habitantes contando su área metropolitana. Esto ha motivado diversas campañas del Ayuntamiento de Ciudad Real para aumentar el número de empadronamientos en la ciudad.
Como se puede observar en el gráfico, la población del municipio de Ciudad Real, ha mantenido una dinámica de crecimiento ininterrumpido. Es importante recordar que antes de 1857 se produjo la independización de Poblete por lo que el crecimiento es menor.
Durante el siglo XX, el comportamiento demográfico ha sido muy uniforme, y no se vio afectado por la sangría demográfica que afectó a la mayoría de municipios de la provincia. En realidad Ciudad Real fue y sigue siendo, un centro de atracción para una parte de esas pérdidas que vienen sufriendo los municipios más pequeños de la provincia. Es muy destacable, el gran aumento demográfico de la década de los años cuarenta, hecho que se produjo de forma generalizada en España, pero en este caso, en proporciones superiores a la media provincial.
Es destacable, igualmente, que en diferentes momentos, se ha especulado sobre el potencial de crecimiento demográfico del municipio de Ciudad Real, con motivo de la cercanía de un plan urbanístico, la llegada del tren de alta velocidad, la construcción de trasvases de agua o la construcción de un aeropuerto privado.
En cuanto a las nacionalidades presentes en la ciudad, las más destacadas son la rumana (11,8 % de los inmigrantes de la ciudad), la colombiana (11,78 %), la marroquí (11,11 %), la china (7,65 %) y la venezolana (7,53 %). Casi la mitad de los extranjeros de la ciudad, el 46,11 %, son procedentes del continente americano, mientras que el 23,64 % son de origen europeo (no españoles), 17,42 % de origen africano, el 12,74 % asiáticos, mientras que solo hay tres personas de origen oceánico.

### Urbanismo
Históricamente, la ciudad se dividió en tres zonas, la zona morisca, la judería y la zona cristiana, que con el paso del tiempo se correspondieron con los tres barrios antiguos de la ciudad, los de Santa María, San Pedro y Santiago. Desde sus orígenes, la ciudad fue planificada, según el punto de vista del rey Alfonso X el Sabio, aunque, posteriormente se fue desarrollando, en parte sin planificación ninguna. La ciudad contaba con una muralla, correspondiente con las actuales rondas, con distintas puertas de acceso, como la de Toledo, Calatrava, Mata, Granada, Ciruela, Alarcos, Santa María y Carmen.
A partir del siglo XVII, con la oficialidad de la capitalidad de Ciudad Real en la Provincia de la Mancha frente a Almagro, se produjeron numerosos avances urbanísticos, y la revitalización de la ciudad, que hasta el momento contaba con cierta decadencia en materia urbanística. A partir del siglo XVIII se crea la Casa de la Caridad u Hospicio, y con la llegada del ferrocarril en el siglo XIX, se producen una series de mejoras en el decoro de la ciudad. Las desamortizaciones de dicho siglo permitieron la creación de un Instituto de Segunda Enseñanza en el antiguo convento de la Merced, una escuela de maestros en el convento de San Juan de Dios, un hospital en el convento de las Carmelitas y un hospicio en el de los Franciscanos. En 1875, la parroquia de Santa María se convierte en catedral, pasando su función parroquial a la iglesia de la Merced. En 1887 se inauguran el palacio episcopal y el seminario, y otros edificios civiles como el casino, o el palacio de la Diputación Provincial en 1893.
A comienzos del siglo XX, la ciudad contaba con dos plazas principales, la del Ayuntamiento, punto neurálgico de la ciudad, y el paseo del Prado, creándose a lo largo del siglo otros dos nuevos espacios, como la plaza del Pilar y la de la Diputación (hoy plaza de la Constitución). El alto precio del suelo en el interior de la muralla, originó la creación de nuevas zonas urbanas en el extramuros, principalmente hacia la zona sur, donde se encontraba el ferrocarril. Los primeros barrios que surgieron fueron el de Larache, al sur de las estación de ferrocarriles, que fueron ocupados por jornaleros y ferroviarios, y el barrio de Ciudad Jardín, surgido gracias a la Ley de Casas Baratas al oeste del parque de Gasset, convirtiéndose en un barrio de clase media compuesto principalmente por funcionarios. En los años treinta se fundan el barrio de la Corredera o de Oriente, a lo largo de la carretera de Valdepeñas, y el de Alarcos o de la Peseta, también conocido como el de Poniente, en el otro extremo de la ciudad.
Hasta la década de los años sesenta, la ciudad había crecido principalmente hacia el sur y suroeste, con la creación de los barrios de Larache, Poniente, Pío XII, Ciudad Jardín y barriada de Santa María, con la excepción de las barriadas Jacobo Roldán y Oriente, en el este de la ciudad. A partir de los años sesenta, el crecimiento de la ciudad se produce primero hacia el norte y posteriormente hacia el oeste y este, principalmente, con la creación de barrios como Puerta de Toledo, Nuevo Parque, Los Rosales, Nuevo Hospital o La Guija.

## Administración y política

### Gobierno municipal
Ciudad Real está gobernada por el Ayuntamiento de Ciudad Real, cuyos representantes se eligen cada cuatro años por sufragio universal de todos los ciudadanos mayores de 18 años de edad. El órgano está presidido por el alcalde de Ciudad Real, que desde el 17 de junio de 2023 es Paco Cañizares. A raíz de los resultados obtenidos en las Elecciones Municipales del 28M en la ciudad, mediante un acuerdo local entre Partido Popular (PP) y Vox, ambos partidos gobiernan en coalición, repartiéndose las concejalías proporcionalmente a su resultado, y haciendo primer teniente de alcalde a Ricardo Chamorro, candidato a la alcaldía de la ciudad por Vox.

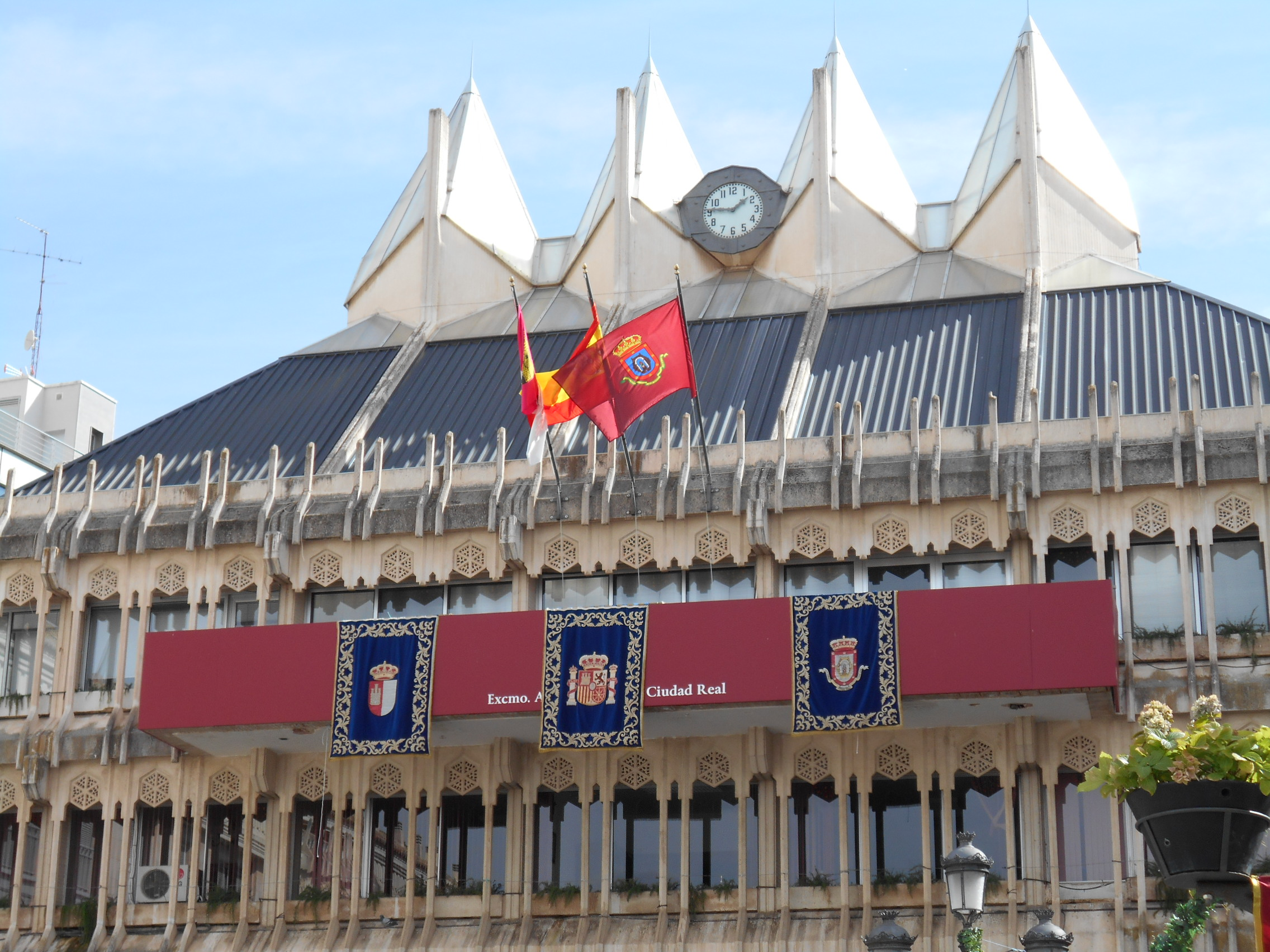
Ayuntamiento de Ciudad Real

| Periodo   | Nombre                          | Partido | Partido                                  |
| --------- | ------------------------------- | ------- | ---------------------------------------- |
| 1979-1983 | Lorenzo Selas Céspedes          |         | Unión de Centro Democrático (UCD)        |
| 1983-1987 | Lorenzo Selas Céspedes          |         | Alianza Popular (AP)                     |
| 1987-1991 | Lorenzo Selas Céspedes          |         | Independientes                           |
| 1991-1995 | Lorenzo Selas Céspedes          |         | Partido Socialista Obrero Español (PSOE) |
| 1993-1995 | Nicolás Clavero Romero          |         | Partido Socialista Obrero Español (PSOE) |
| 1995-2007 | Francisco Gil-Ortega Rincón     |         | Partido Popular (PP)                     |
| 2007-2015 | Rosa Romero Sánchez             |         | Partido Popular (PP)                     |
| 2015-2021 | María del Pilar Zamora Bastante |         | Partido Socialista Obrero Español (PSOE) |
| 2021-2023 | Eva Masías                      |         | Ciudadanos (CS)                          |
| 2023-act. | Francisco Cañizares Jiménez     |         | Partido Popular (PP)                     |

| Partido político                           | 2023   | 2023  | 2023       | 2019   | 2019  | 2019       | 2015   | 2015  | 2015       | 2011   | 2011  | 2011       | 2007   | 2007  | 2007       |
| Partido político                           | Votos  | %     | Concejales | Votos  | %     | Concejales | Votos  | %     | Concejales | Votos  | %     | Concejales | Votos  | %     | Concejales |
| Partido Popular (PP)                       | 15 555 | 39,71 | 11         | 12 463 | 33,01 | 9          | 13 457 | 36,54 | 10         | 20 207 | 51,56 | 15         | 17 733 | 50,32 | 15         |
| Partido Socialista Obrero Español (PSOE)   | 13 516 | 34,5  | 9          | 14 604 | 38,68 | 10         | 11 565 | 31,40 | 9          | 12 419 | 31,69 | 9          | 12 937 | 36,71 | 10         |
| Vox                                        | 5650   | 14,42 | 4          | 2577   | 6,82  | 1          | 740    | 2,01  | 0          | —      | —     | —          | —      | —     | —          |
| Ciudadanos (CS)                            | 1975   | 5,04  | 1          | 4727   | 12,52 | 3          | 2753   | 7,47  | 2          | —      | —     | —          | —      | —     | —          |
| Podemos-Izquierda Unida-Los Verdes (IU-LV) | 1903   | 4,85  | 0          | 2886   | 7,64  | 2          | 5815   | 15,79 | 4          | 2306   | 5,88  | 1          | 1514   | 4,30  | 0          |

### Organización territorial
A partir de 1923, se realiza una nueva distribución de la ciudad, dividiéndola en distritos basados en los tres barrios históricos de la ciudad. Dicha división se sigue conservando en la actualidad, contando con cuatro distritos urbanos y uno rural, estando a su vez divididos en secciones. Sin embargo, la división natural de los barrios, no corresponden en su totalidad con los límites de los distritos. Los distritos en los que se dividen la ciudad son:
- Distrito 1: situado al sur de la ciudad, cuenta con una población de 16 475 habitantes.[24] Está compuesto por los barrios de Plaza Mayor (zona oeste), Los Ángeles (zona sur), Larache y Nuevo Hospital. En dicho distrito podemos encontrar la plaza Mayor, el Ayuntamiento de la ciudad, el Hospital General Universitario de Ciudad Real, la estación de autobuses, la plaza del Pilar, el Quijote Arena o la biblioteca pública de la ciudad.
- Distrito 2: se encuentra al oeste de la ciudad, teniendo como límites la carretera de Toledo, calle Toledo, calle Feria, Postas, Alarcos y carretera de Puertollano. El distrito cuenta con una población de 29 045 habitantes, siendo el más poblado de la ciudad. Está integrado por los barrios de Plaza de Toros, La Morería, Ciudad Jardín, La Guija, Puerta Santa María, Los Rosales, La Granja y Camino de Alarcos. Entre los lugares más destacados del distrito se encuentran la catedral de Santa María del Prado, los jardines del Prado, el parque de Gasset, el Museo del Quijote y la Biblioteca Cervantina, el Museo, el antiguo Casino de Ciudad Real, la puerta de Santa María, la plaza de toros o el cementerio municipal.
- Distrito 3: se localiza al noreste de la ciudad y es el menos extenso y poblado de los distritos urbanos del municipio, con tan solo 8878 habitantes (datos de 2023).[24] Está integrado por el barrio del Perchel (zona oeste) y el barrio de Puerta de Toledo. La iglesia de Santiago y la puerta de Toledo son los lugares más destacados del distrito. En el mismo se encuentran la mayor parte de facultades del campus perteneciente a la Universidad de Castilla-La Mancha.
- Distrito 4: con 19 471 habitantes, se sitúa al este de la ciudad, integrando los barrios de Plaza Mayor (zona este), Los Ángeles (zona norte), El Perchel (zona este), El Pilar y Nuevo Parque. Se localizan en dicho distrito la iglesia de San Pedro, la estación de AVE y ferrocarril de Ciudad Real, el parque del Pilar o el mayor centro comercial de la ciudad.
- Distrito 5: con tan solo 1607 habitantes, integra los núcleos de población urbanos del término municipal de Ciudad Real, entre los que se encuentran La Poblachuela, Valverde y Las Casas.

## Economía
Su economía depende en gran parte de los servicios, el turismo (en toda la provincia de Ciudad Real), la caza (caza mayor y caza menor), la pesca, la agricultura (grandes explotaciones de viñedos, olivares y cereal), la ganadería y, en menor medida, de la industria.

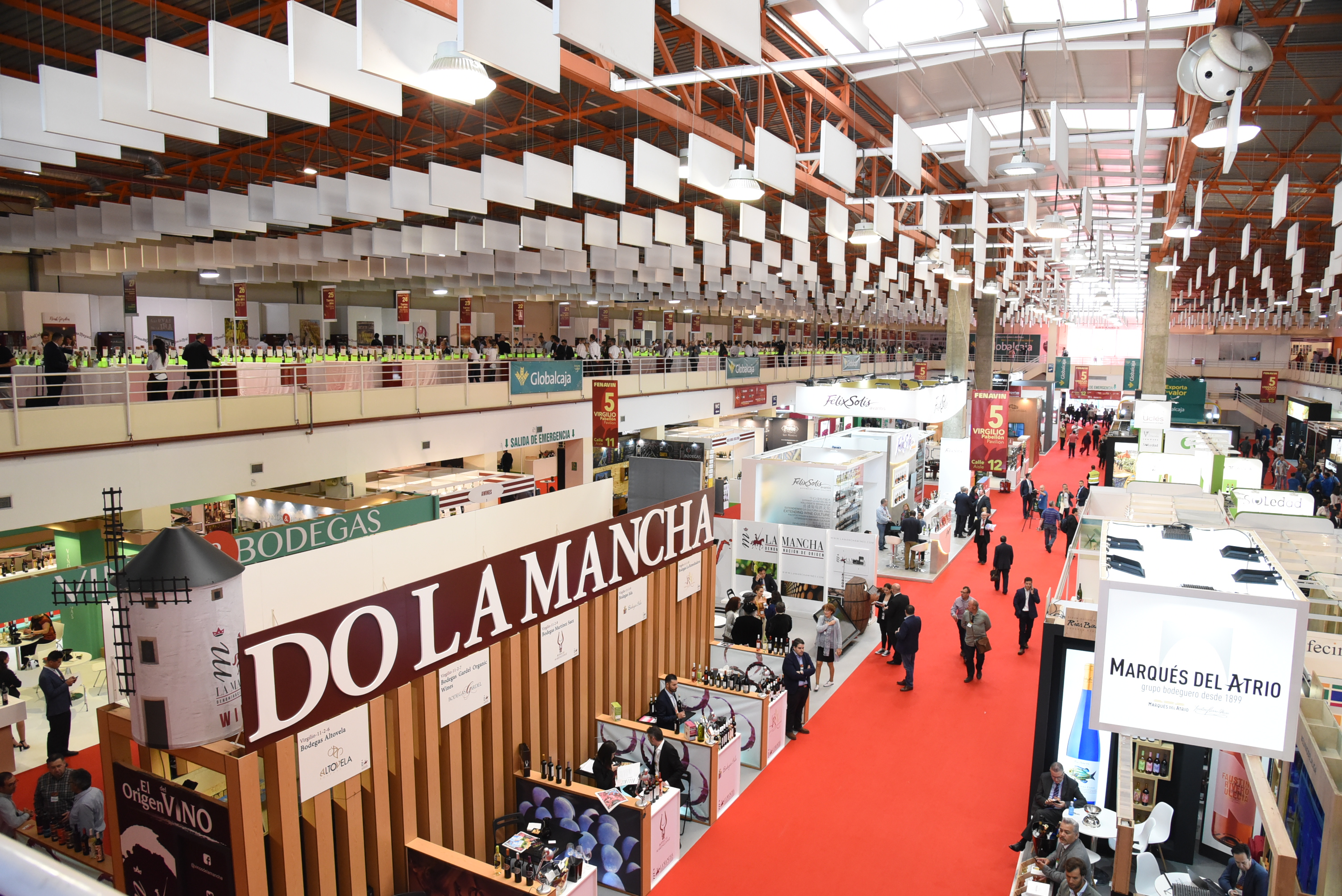
Feria Nacional del Vino 2019

En los últimos años, y en lo que a eventos económicos de carácter nacional se refiere, han cobrado gran relevancia la Feria Nacional del Vino (FENAVIN) que se lleva celebrando desde el año 2001 cada dos años, la Feria de la Caza, Pesca y Turismo (FERCATUR) o la feria de los productos con denominación de origen y otros indicadores de calidad denominada España Original que se lleva celebrando desde el año 2006 cada dos años. Ciudad Real es también sede de competiciones deportivas a nivel internacional, nacional, regional, provincial y local.
Urbanísticamente existen tres zonas industriales en la ciudad:
- El polígono industrial de la Carretera de Carrión-Polígono Industrial Avanzado. Es la zona de mayor asentamiento de industrias y de mayor crecimiento. La reciente creación del parque comercial Puerta del AVE ha dotado a la zona de establecimientos comerciales de creciente importancia. Reúne gran cantidad de industrias y servicios de mecánica del automóvil, mecánica industrial, logística, importación/exportación y servicios. Mantiene importantes proyectos paralizados.[39]
- El polígono industrial Larache. Muchas empresas se han trasladado hacia el anterior. La proximidad de mayor número de viviendas en la zona ha desarrollado una conversión hacia servicios comerciales. Aún mantiene pequeñas industrias químicas, de mecánica del automóvil y servicios industriales diversos.
- El polígono industrial Puerta de Toledo. De reducido tamaño con algunas empresas y servicios industriales.

## Servicios

### Educación

#### Universidad de Castilla-La Mancha

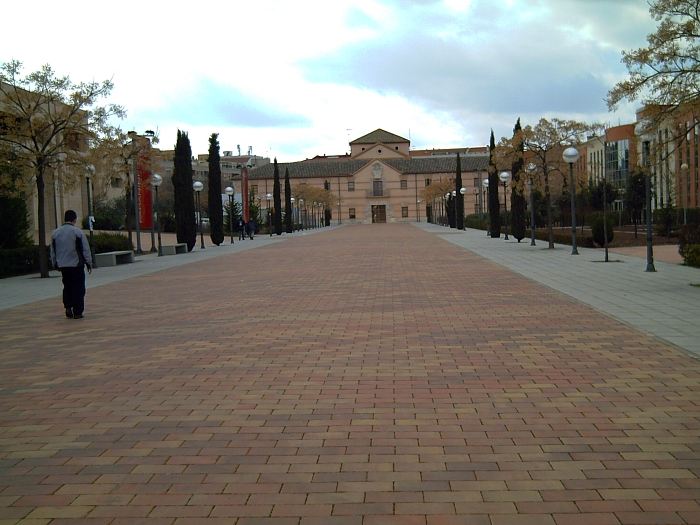
Rectorado de la Universidad de Castilla-La Mancha

Ciudad Real es sede del Campus de Ciudad Real, el mayor en cuanto a número de grados y el segundo en alumnos matriculados de Castilla-La Mancha tras el Campus de Albacete. Existen las facultades de Letras, Derecho y Ciencias Sociales, Educación, Medicina, Enfermería y Ciencias y Tecnologías Químicas, además de la Escuela Superior de Informática, Escuela Técnica Superior de Ingenieros Industriales, la Escuela Técnica Superior de Ingeniería de Caminos, Canales y Puertos y la Escuela de Ingeniería Técnica Agrícola.
Además, el Campus de Ciudad Real cuenta con varios centros de investigación: Centro de Estudios Territoriales Iberoamericanos (CETI), Centro de Estudios de Castilla-La Mancha, Instituto de Derecho penal Europeo e Internacional, Instituto de Resolución de Conflictos, Instituto de Investigaciones Energéticas y Aplicaciones Industriales (INEI), Instituto de Matemática Aplicada a la Ciencia y la Ingeniería (IMACI), Instituto Regional de Investigación Científica Aplicada (IRICA), Instituto de Tecnologías y Sistemas de Información (ITSI), Instituto de Tecnología Química y Medioambiental (ITQUIMA), Instituto de Investigación en Combustión y Contaminación Atmosférica (ICCA), Instituto de Investigación en Recursos Cinegéticos (IREC) e Instituto de Investigación en Ingeniería Civil y Arquitectura (IEC).

#### Institutos de educación secundaria obligatoria

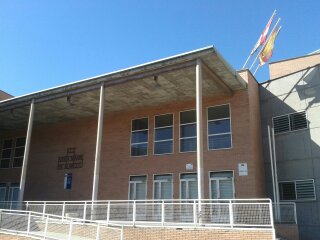
IES Santa María de Alarcos

Ciudad Real cuenta con seis institutos de Educación Secundaria y Bachillerato de carácter público y cinco de carácter privado o concertado.
IES de carácter público:
- IES Maestro Juan de Ávila
- IES Santa María de Alarcos
- IES Hernán Pérez del Pulgar
- IES Maestre de Calatrava
- IES Torreón del Alcázar
- IES Atenea

IES de carácter privado o concertado:
- Colegio San Francisco de Asís
- Colegio Hermano Gárate (Salesianos)
- Colegio San José
- Colegio Nuestra Señora del Prado (Marianistas)
- Colegio Santo Tomás
- Colegio San Francisco Javier

#### Colegios de educación primaria
Cuenta con una veintena de colegios públicos y una decena de colegios privados aproximadamente.
- Colegio Público Alcalde José Cruz Prado
- Colegio Público Alcalde José Maestro
- Colegio Público Ángel Andrade
- Colegio Público Carlos Eraña
- Colegio Público Carlos Vázquez
- Colegio Público Ciudad Jardín
- Colegio Público Cristóbal Colón
- Colegio Público Don Quijote
- Colegio Público Dulcinea del Toboso
- Colegio Público Ferroviario
- Colegio Público Jorge Manrique
- Colegio Público José Maestro
- Colegio Público José María de la Fuente
- Colegio Público Juan Alcaide
- Colegio Público María de Pacheco
- Colegio Público Miguel de Cervantes
- Colegio Público Pérez Molina
- Colegio Público Pío XII
- Colegio Público Santo Tomás de Villanueva

#### Otros centros de educación
En lo relativo a educación infantil, existen un elevado número de guarderías, mayoritariamente de carácter privado. El municipio cuenta con un centro público de Educación Especial, denominado colegio público de educación especial Puerta de Santa María. Además, Ciudad Real cuenta con la escuela de artes y oficios Pedro Almodóvar, donde se imparten el bachillerato artístico, los diferentes módulos medios y algunas diplomaturas relacionadas con los estudios artísticos. Hay una Escuela Oficial de Idiomas situada en el campus universitario, donde se imparten los ciclos completos de inglés, francés, alemán e italiano.

### Comunicaciones

#### Aéreo

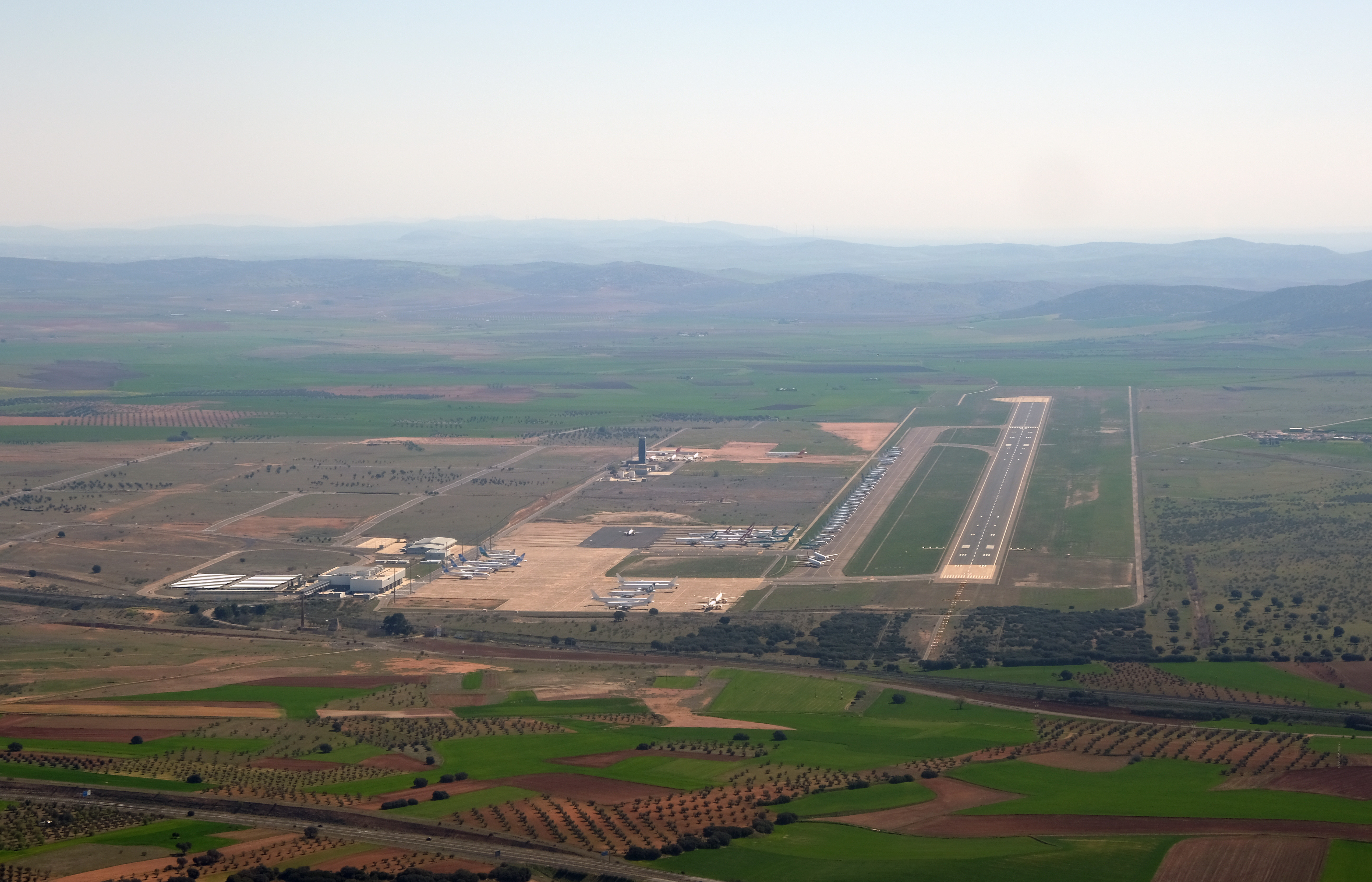
Aeropuerto Central Ciudad Real

Tras más de siete años cerrado el espacio aéreo y las instalaciones aeroportuarias, el 12 de septiembre de 2019, se reabrió al tráfico aéreo el Aeropuerto Central Ciudad Real.

#### Tren
Estación de Ciudad Real / Alta Velocidad Española (Renfe Operadora).
- Nacionales: Barcelona, Tarragona, Lérida, Zaragoza, Madrid, Córdoba, Sevilla, Málaga, Granada, Cádiz, Algeciras, Puente Genil, Mérida, Badajoz, Alicante y Valencia.
- Regionales: Albacete y Cuenca.
- Provinciales: Alcázar de San Juan, Puertollano, Daimiel, Almagro, Campo de Criptana y Manzanares.

#### Carretera
Existe servicio de taxis en el municipio de Ciudad Real y en las localidades de Alcázar de San Juan, Puertollano, Daimiel, Almagro y Manzanares con destino local, provincial, regional y nacional.
- A-43: Valencia-Ciudad Real-Mérida
- A-41: Ciudad Real-Puertollano
- CM-45: Autovía del IV Centenario de Ciudad Real-Almagro (hasta Valdepeñas en construcción)
- N-401: Ciudad Real-Toledo
- N-420: Córdoba-Ciudad Real-Tarragona
- N-430: Badajoz-Ciudad Real-Albacete

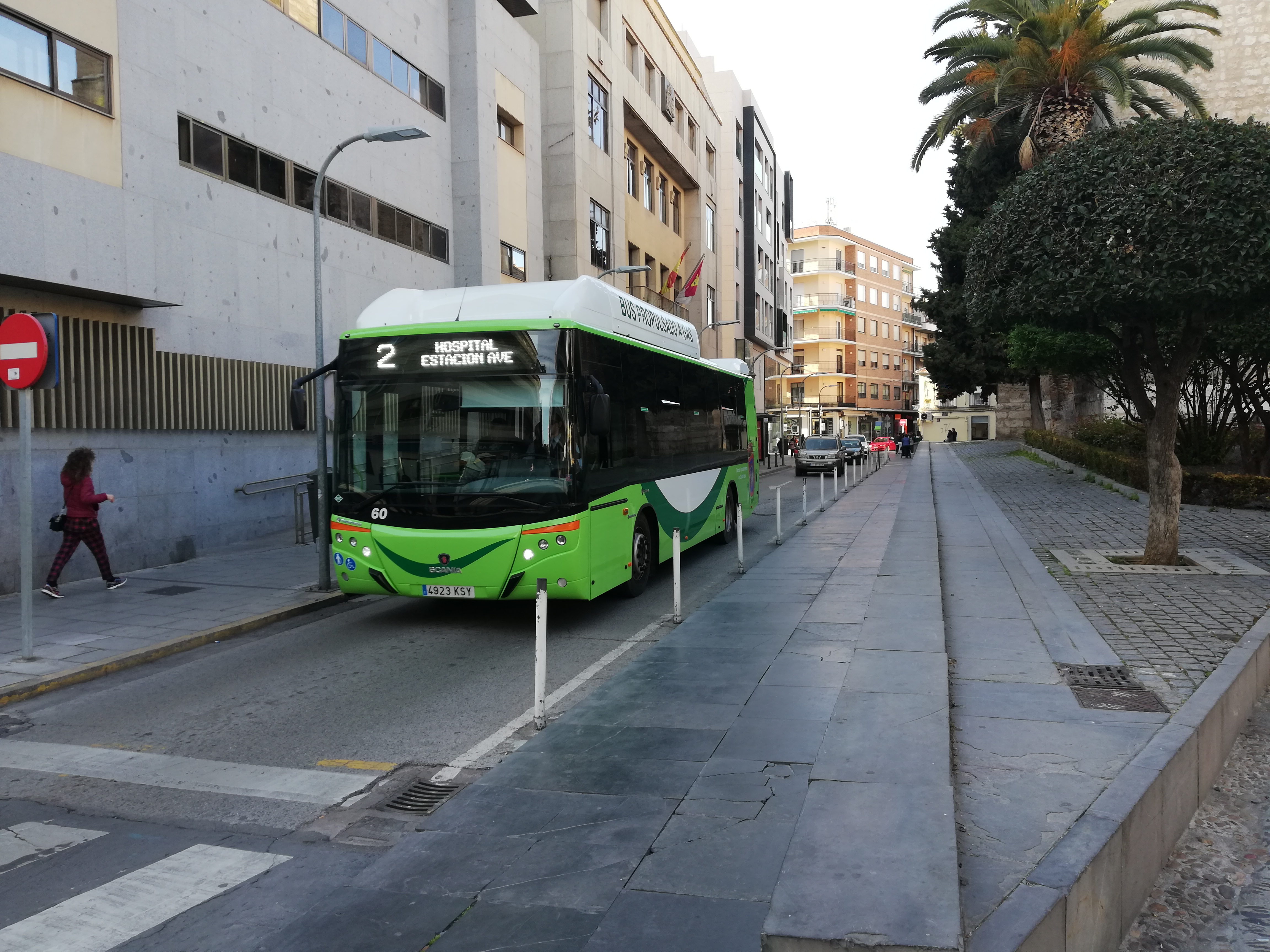
Nuevos autobuses Scania Castrosua CityVersus de gas

En lo referido a servicio de autobuses, existen:
- Urbanos de Ciudad Real (AISA): cuenta con seis líneas urbanas (1A, 1B, 2, 3, 4 y 5), la línea 6/340/519 a las pedanías de Las Casas y Valverde y 2 rutas a la localidad de Miguelturra.[41]
- Interurbanos (AISA, INTERBUS y SAMAR): comunica Ciudad Real con toda la provincia, además del servicio Ciudad Directo hacia Albacete, Cuenca y Toledo.
- Largo recorrido: (AISA, INTERBUS, SAMAR y MONBUS) destino hacia otras capitales y ciudades españolas como Benidorm e internacionales hacia Rumanía.

#### Estadísticas de transporte público
De acuerdo con el reporte realizado por Moovit en julio de 2017, el promedio de tiempo que las personas pasan en transporte público en Ciudad Real, por ejemplo desde y hacia el trabajo, en un día de la semana es de 33 min, mientras que el 3 % de las personas pasan más de 2 h todos los días. El promedio de tiempo que las personas esperan en una parada o estación es de 8 min, mientras que el 1 % de las personas esperan más de 20 minutos cada día. La distancia promedio que la gente suele recorrer en un solo viaje es de 2 km, mientras que el 0 % viaja por más de 12 km en una sola dirección.

## Patrimonio

### Arquitectura religiosa

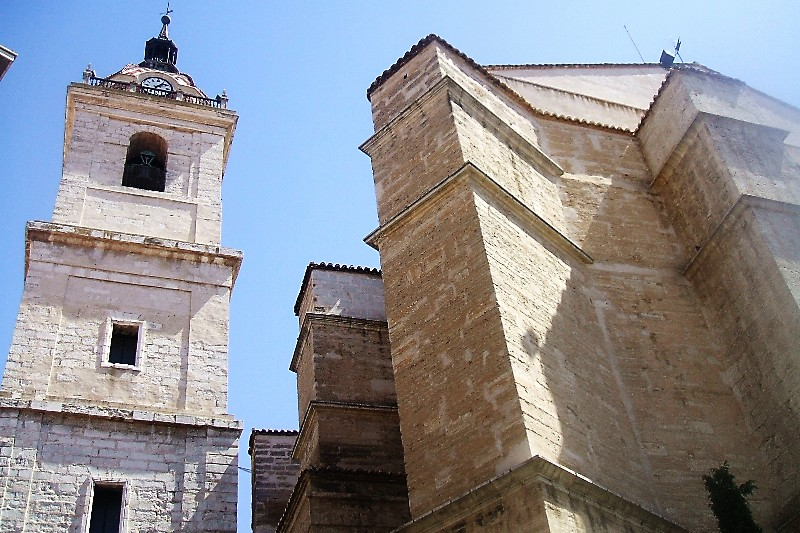
Catedral de Nª Sra. del Prado

- Catedral de Nuestra Señora del Prado: en origen una ermita románica. Según la tradición, en 1088, se apareció la Virgen en ese sitio a los lugareños de la aldea del Pozo de Don Gil. En 1531 se levantó la iglesia de Santa María, dejando de la primitiva ermita románica solo la puerta sur llamada del Perdón. La impresionante torre de cuatro cuerpos fue iniciada en el siglo XVII y terminada en el siglo XIX debido al terremoto de Lisboa del siglo XVIII. El interior es de una sola nave, siendo esta la única catedral de España de estas características, con una pseudo-crucería muy ornamentada del gótico final. Pero lo que le da personalidad y sello a la catedral es su magnífico retablo de 1616 obra del escultor Giraldo de Merlo y del pintor Juan de Hasten.

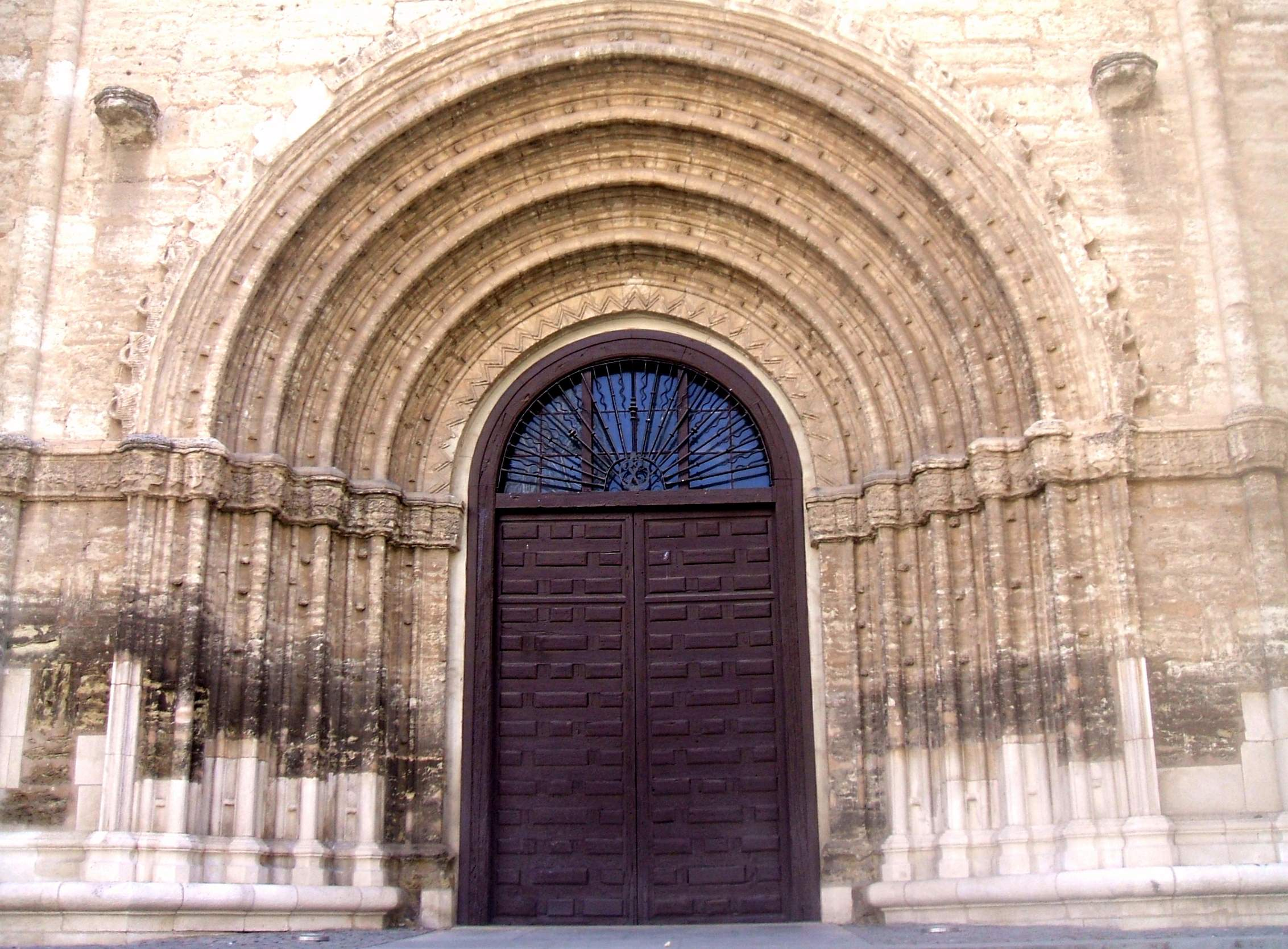
Iglesia de San Pedro

- Iglesia de San Pedro: monumento nacional por decreto de 20 de julio de 1974. Edificio gótico del siglo XIV, mandado construir por los caballeros de la Flor y Nata de Ciudad Real, cabe destacar de su exterior la torre con chapitel y sus tres puertas, la románica del Perdón, llamada así por encontrarse enfrente de la Cárcel de la Santa Hermandad, de la Umbría y del Sol. De su interior, sin duda, aparte de su armoniosa distribución del espacio y del bosque de columnas de las bóvedas de crucería, sus capiteles con temas singulares, como cabezas de hombre, animales o vegetales; pero lo más destacado y que sorprende al visitante es la Capilla de los Coca, alberga el sepulcro yacente del chantre de la catedral de Coria y confesor de Isabel I de Castilla, Fernando Alonso de Coca, obra hispano flamenca del siglo XV con clara semejanza con el Doncel; junto con los sepulcros en el suelo de sus padres y un retablo de alabastro de la Virgen de Loreto. Durante el periodo de la Guerra Civil (1936-1939) esta iglesia fue utilizada como almacén de grano. Destaca también la capilla de Jesús Nazareno con reja isabelina y bóveda estrellada de cierre.

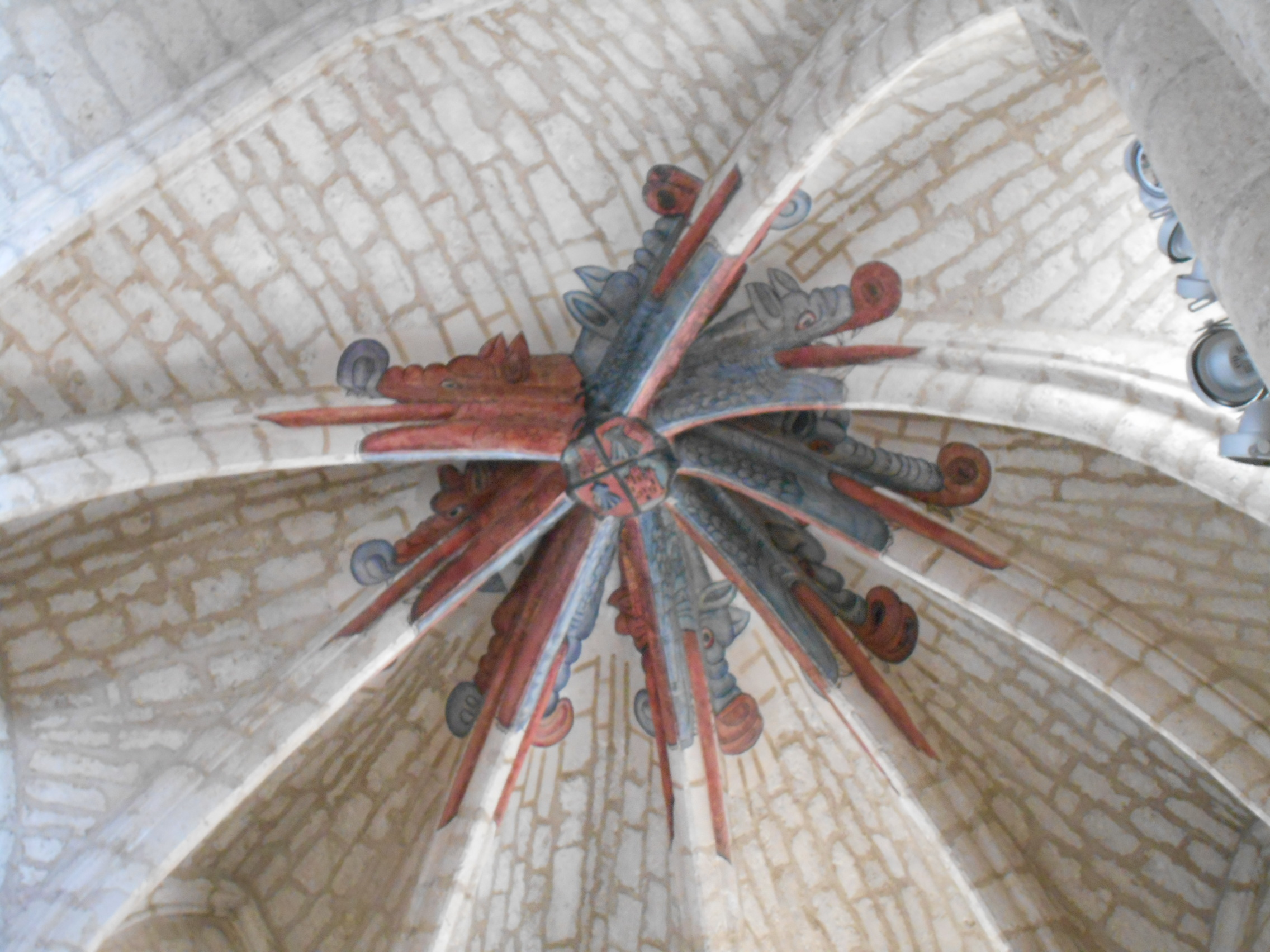
Dragones de la iglesia de Santiago

- Iglesia de Santiago: iglesia de finales del siglo XIII es la más antigua que se conserva en Ciudad Real. En su interior, verdadero tesoro del románico tardío rural, podemos encontrar en su nave central un artesonado mudéjar del siglo XIV con lacerías y estrellas octogonales mandada construir por el Maestre de Calatrava Don Pedro Muñiz de Godoy, al final del cual en el ábside gótico central, en la clave encima del altar mayor está un fresco con ocho dragones; en una capilla lateral, la del Cristo de la Caridad, las armas de los Reyes Católicos y en la otra el escudo de la Orden de Santiago del siglo XVI. Cabe destacar un mural gótico en la nave del Evangelio con la representación iconográfica de la Misa de San Gregorio, así como diversos capiteles con demonios y figuras peregrinos y conchas de Santiago en las naves laterales.
- Convento de las Carmelitas Descalzas: convento e iglesia renacentista y barroco del siglo XVII fue originalmente un monasterio de la Orden de Montesa mandado construir por don Antonio Galiana y Bermúdez, caballero del hábito de Montesa. En 1956 pasó a ser ocupado por carmelitas descalzas.

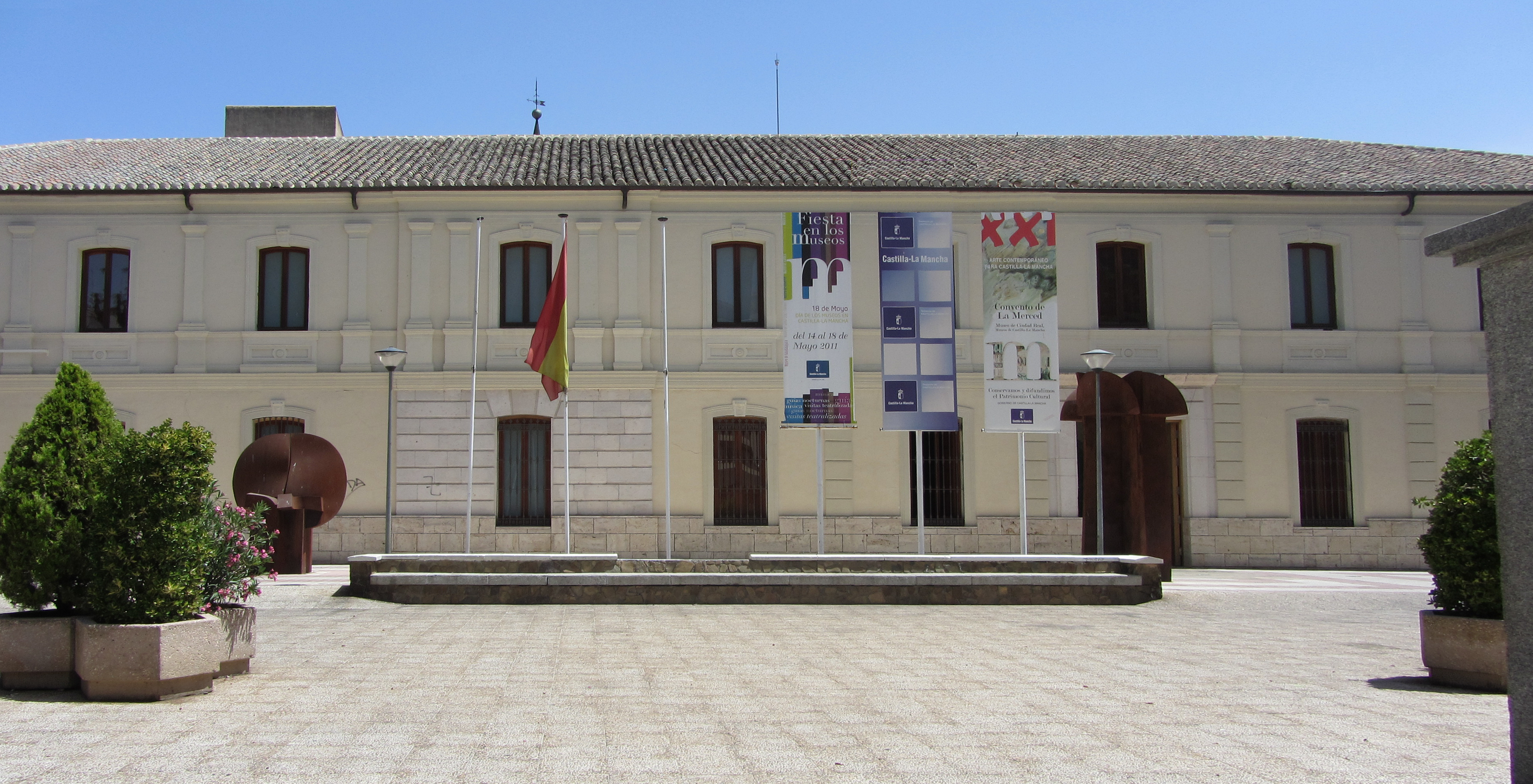
Museo Convento de la Merced

- Convento de los Mercedarios: el emblemático edificio del Antiguo Convento de la Merced, del siglo XVII. En este edificio se ubicó el primer instituto de enseñanza secundaria de la provincia. En 2005 fue rehabilitado con motivo de la celebración del IV Centenario de El Quijote y actualmente alberga la colección de Bellas Artes del Museo de Ciudad Real y una selección de arte contemporáneo español representativo de los siglos XIX-XXI. En su costado se sitúa el célebre pasaje de la Merced.[43]

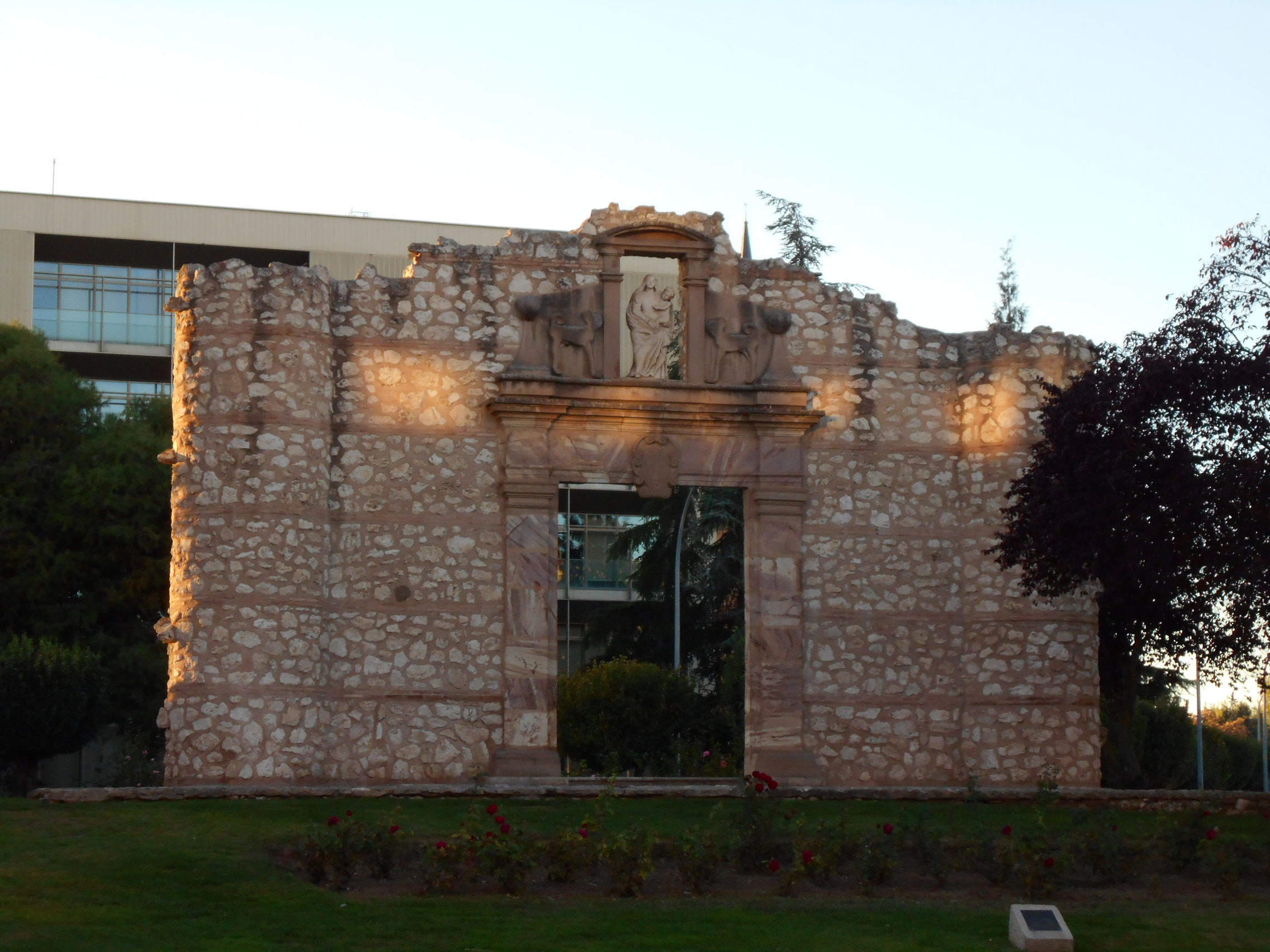
Puerta del Convento de las Dominicas de Altagracia

- Puerta del convento de Nuestra Señora de Altagracia de las Dominicas: situada actualmente en la Ronda de Santa María, frente al lugar donde antiguamente estaba la Puerta de Santa María de la muralla medieval de la ciudad. Es el único vestigio que queda del antiguo convento de las Dominicas demolido en 1969 a causa de las malas condiciones en las que se encontraba. Posteriormente se decidió colocar la portada de la iglesia del convento como monumento en una de las rotondas de la ronda que rodea a la ciudad, aunque la mayoría de elementos originales de esta fueron sustituidos por réplicas.
- Ermita de Alarcos: de estilo gótico del siglo XIII, cuenta con planta de cruz latina en la que destaca el magnífico rosetón de tracería que se halla a los pies. Se encuentra dividido en tres naves, separadas por diez pilares con columnas adosadas que poseen capiteles con hojas y cabezas alternadas. Este santuario está dedicado a la virgen de Alarcos. Esta se encuentra dentro del parque arqueológico de Alarcos, que posee restos arqueológicos, tanto de época medieval como ibérica.

### Arquitectura civil

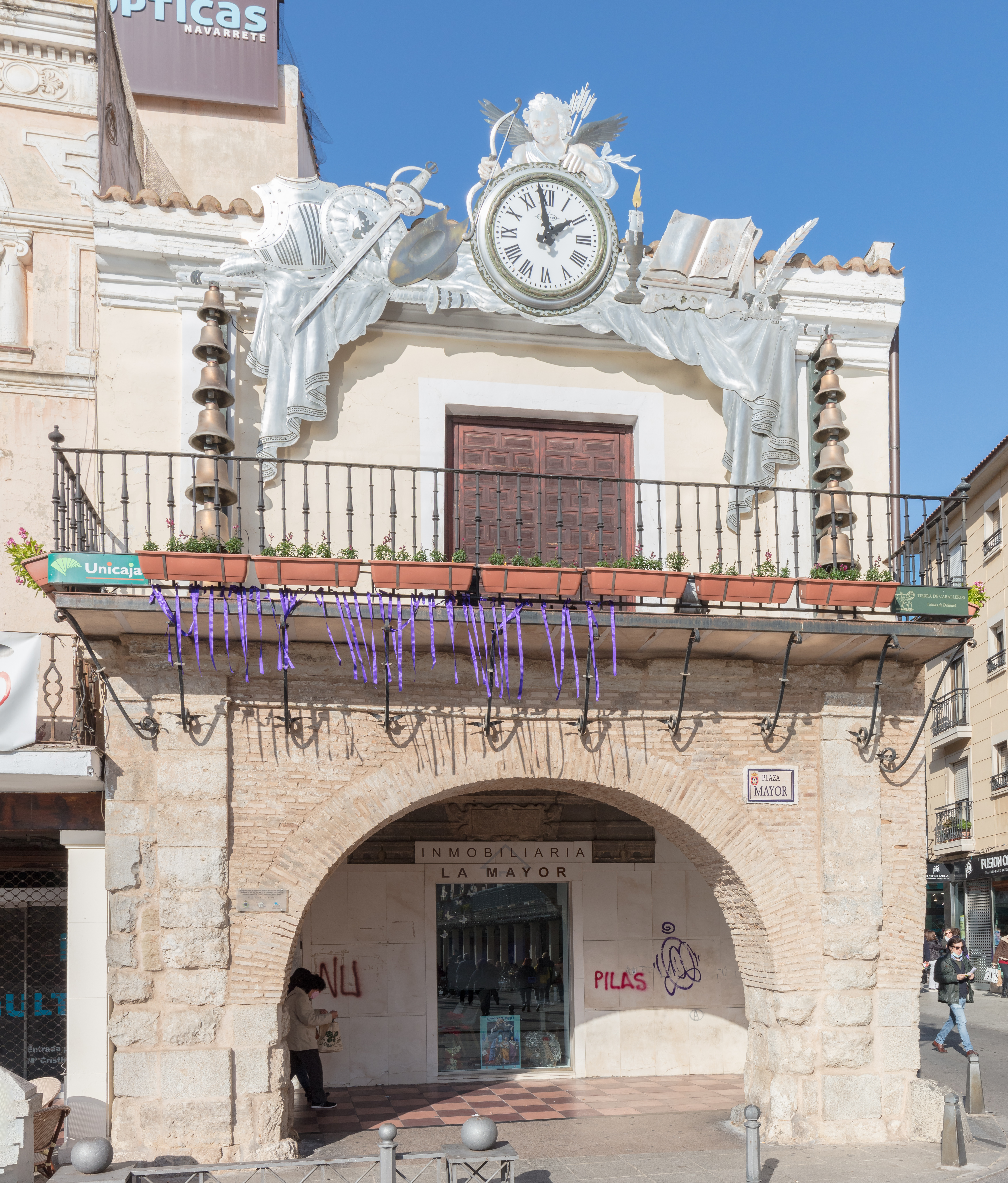
Casa del Arco

- Puerta de Toledo: monumento nacional desde 1915, magnífico ejemplo de arquitectura militar del siglo XIV, mandada a construir en torno al año 1255, terminándose en 1328 por el rey Alfonso XI de Castilla.[44] Sustentada por dos torreones a cada lado, posee seis arcos: los exteriores ojivales sobre medias columnas adosadas, los intermedios de herradura y los interiores góticos. En el interior dos tramos con bóveda de arista separados por el espacio dedicado al rastrillo. En extramuros, sobre el arco ojival, un escudo con las armas castellanas -castillos y leones- y en intramuros una inscripción que nos revela que pudo ser finalizada en la época de Alfonso XI en el año 1328. Recientemente restaurado.
- Torreón del Alcázar: Mal llamado «torreón», se trata en realidad de la puerta de acceso al alcázar real que mandó construir el rey Alfonso X el Sabio, en el que murió en 1275 su hijo primogénito, el infante Fernando de la Cerda. Aunque muy restaurado y en gran parte reconstruido y adulterado, es el único resto en superficie del alcázar real. Los otros restos que se conservan son un trozo de un muro con foso, una pequeña parte de las galerías subterráneas y un pozo de nieve en el interior del colegio Carlos Vázquez.
- Casa del Arco: primera casa consistorial de Ciudad Real, se trata de un edificio de planta del siglo XV aunque la fachada es del siglo XVIII; fue expropiada por los Reyes Católicos al rabí judío Alvar Díaz para que fuese sede del Ayuntamiento de Ciudad Real, situación que se prolongó hasta 1866. Es el edificio gubernativo más antiguo de Ciudad Real y uno de los más antiguos de la provincia.
- Ayuntamiento: edificio del año 1976 (no exento de polémica), obra del arquitecto madrileño Fernando Higueras. Su peculiar fisionomía responde a una inspiración neogótica, que recuerda a los ayuntamientos típicos de los Países Bajos. Está situado en la plaza Mayor.
- Casino: hasta 2007 albergaba en su interior un conservatorio de música. Es una construcción de estilo clasicista realizada por Sebastián Rebollar, en la que destacan las molduras, especialmente las del Salón de Baile con palmeras, grecas o formas vegetales como elementos decorativos. También las bellas lámparas de araña, que tienen un estilo art decó o la sala de tertulias con motivos mitológicos. Los radiadores están concebidos como muebles con patas curvilíneas y decoración vegetal.
- Hospital de la Misericordia: hoy sede del Rectorado de la Universidad de Castilla-La Mancha, es un edificio del siglo XVIII que mandó construir el cardenal Lorenzana como casa de acogida y enseñanza de oficios a mujeres y desfavorecidos, con la invasión francesa pasó a ser cuartel de artillería, función que desempeñó hasta que en la década de los noventa del siglo XX fue cedido a la universidad. El edificio se articula en torno a dos grandes patios con una capilla central (hoy salón de actos). En uno de los patios se encuentra una puerta de la antigua judería de la ciudad, del siglo XIV.

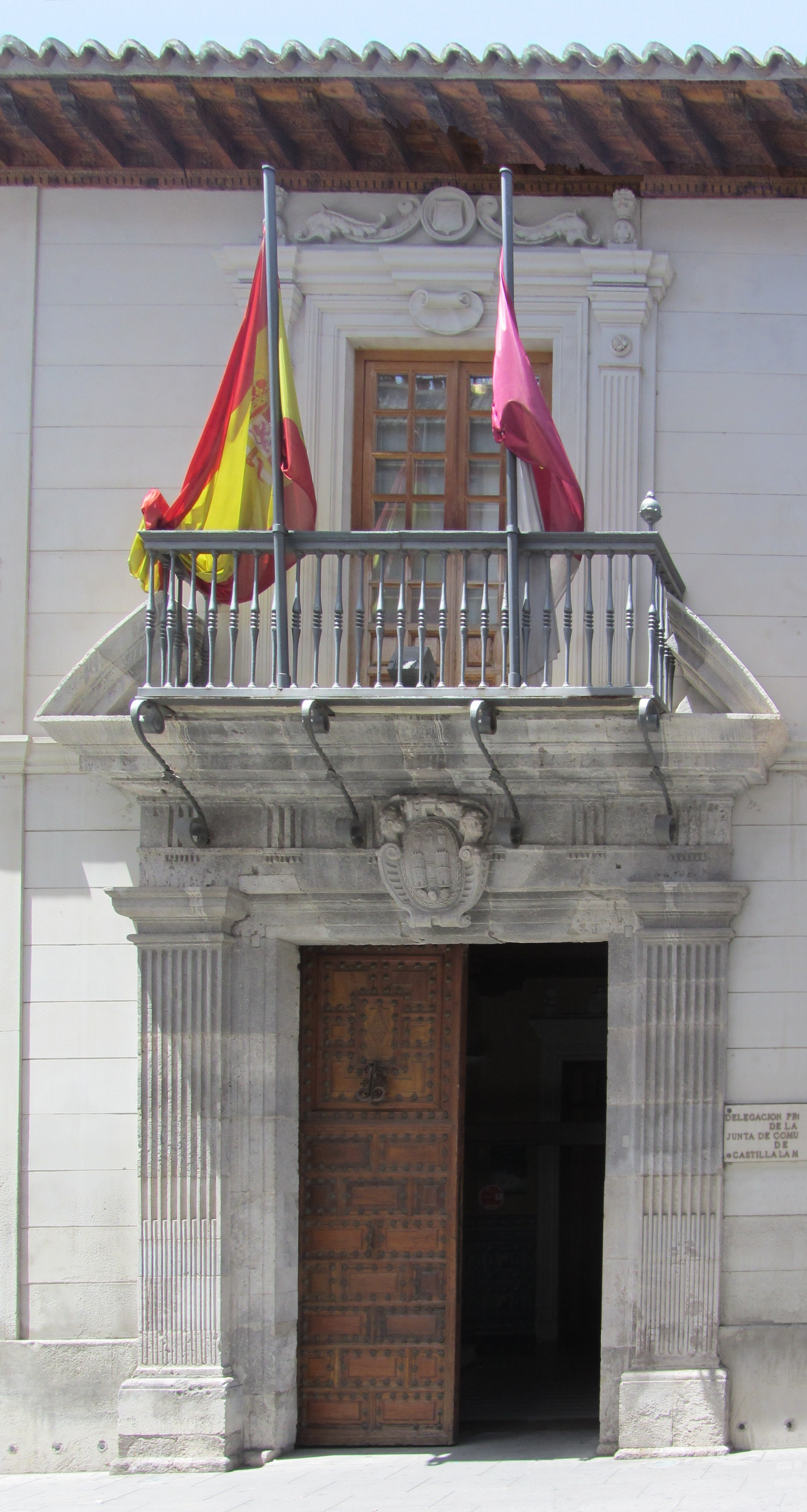
Pórtico del palacio de Medrano

- Fachada del Palacio de Medrano: destaca su portada con el escudo de los Treviño, del siglo XVI, y un elegante patio columnado. Hoy acoge la Delegación de la Junta de Comunidades de Castilla-La Mancha.[45]

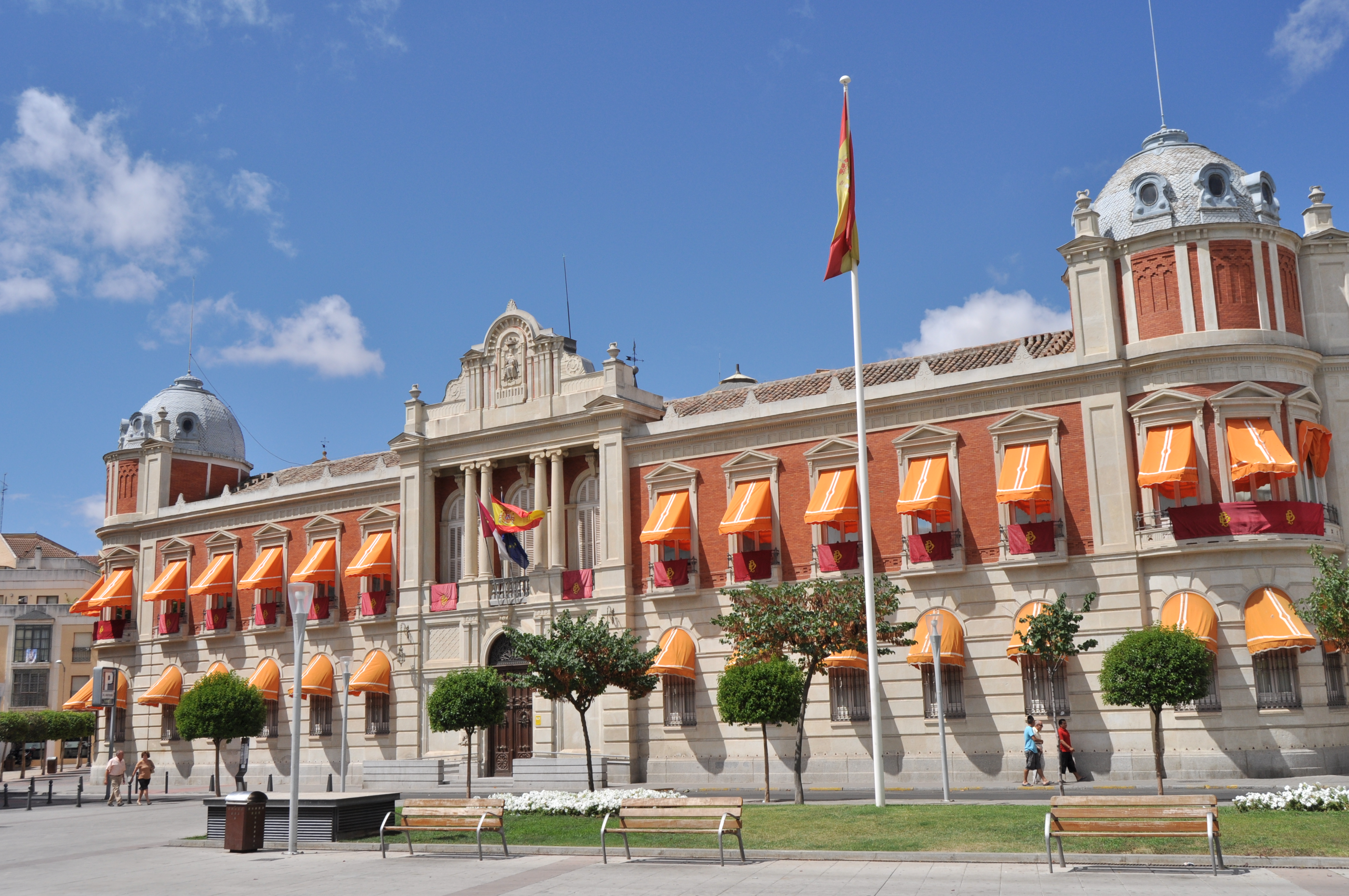
Diputación Provincial

- Palacio de la Diputación Provincial: presenta tres fachadas diferentes, destacando la fachada principal, rematada con el escudo de la ciudad, y la de la Merced, con una tribuna de columnas jónicas coronadas por un frontón. En su interior merece la pena contemplar la escalera principal, de tipo imperial, desarrollada en dos vertientes y cubierta por una cúpula, obra de finales del siglo XIX del arquitecto Sebastián Rebollar y decorada por Ángel Andrade y Samuel Luna. En sus galerías, como exposición permanente, destaca la obra de Ángel Andrade junto a otros pintores y escultores de la provincia.
- Parque Arqueológico de Alarcos: se encuentra a escasos kilómetros de la capital manchega. En él se encuentra la ermita de Alarcos, gótica, así como la parte medieval del yacimiento con el castillo y los restos de la batalla de Alarcos (1195); y el importante y extenso yacimiento íbero entre el que destaca su santuario.

### Jardines y parques

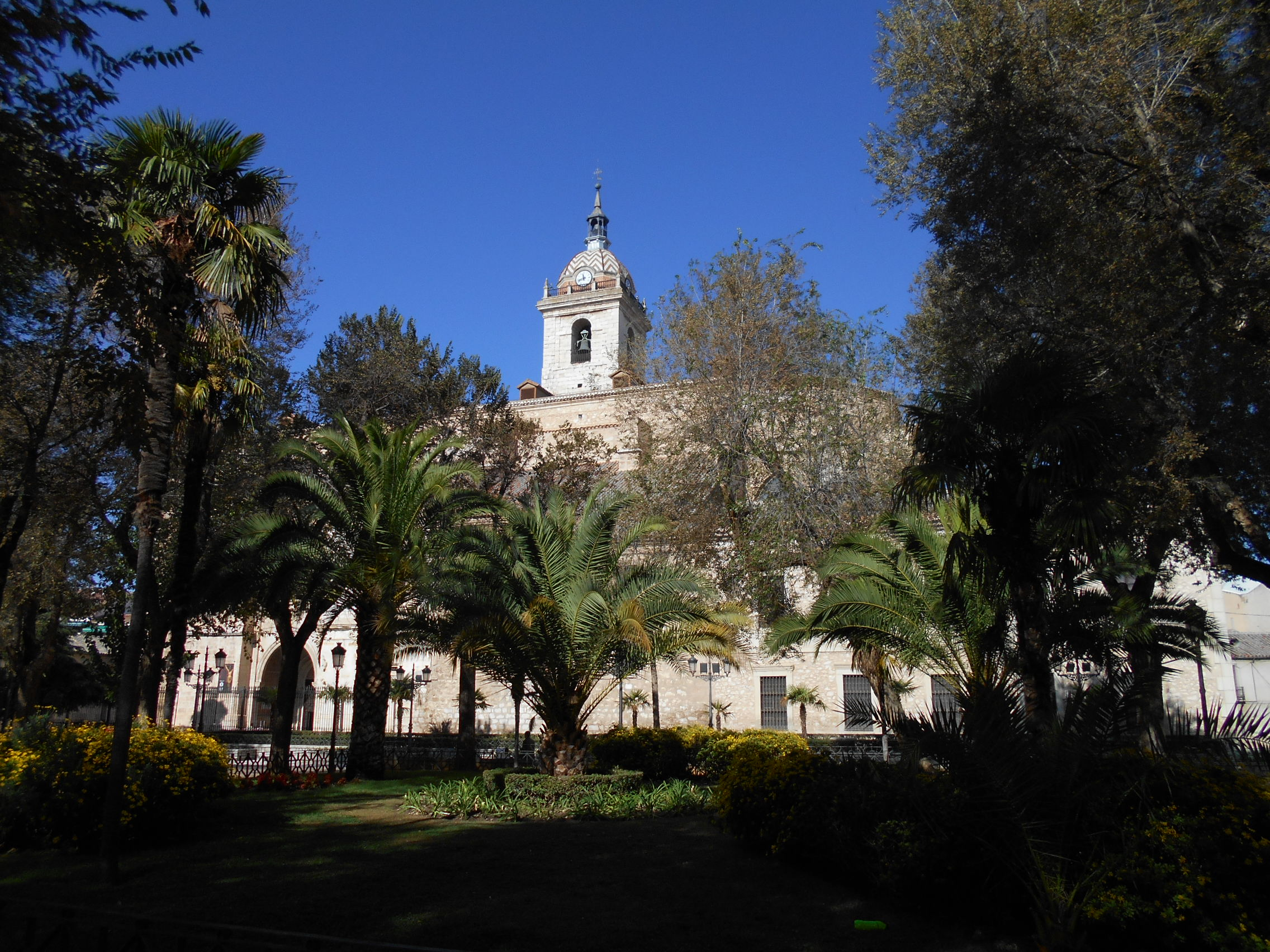
Jardines del Prado

- Los Jardines del Prado que se encuentran a los pies de la catedral de Nuestra Señora del Prado.
- El parque Gasset en el que se puede disfrutar de amplios paseos escuchando el sonido del agua que brota de las fuentes repartidas por el parque.
- El parque El Pilar, cercano a la estación del AVE, está en fase de recuperación debido a la desatención de los últimos años.
- El parque de Atocha, que es una zona verde ubicada en las inmediaciones de la Universidad
- El parque de Juan Pablo II, en los antiguos terrenos de la Renfe.
- El parque Reina Sofía, en la zona noroeste de la ciudad, contiguo al IES Hernán Pérez del Pulgar y cercano al Seminario.
- El parque Puerta de Toledo o Antonio Gascón, contiguo al cementerio de la ciudad y a la Ronda de Toledo.
- El parque de los Poetas, en la carretera de Toledo.
- El parque Obispo Echevarría, al oeste de la ciudad.
- El parque College Station, en la zona norte de la Ronda.

## Cultura

### Museos
- Museo de Ciudad Real: consta de dos sedes: construido por Carlos Luca de Tena y Albear e inaugurado en 1982 en la calle del Prado y donde se encuentran las secciones de Paleontología y Arqueología. Sus fondos son principalmente procedentes de excavaciones con hallazgos íberos y medievales del cerro de Alarcos, la ciudad romana de Sisapo (La Bienvenida), los mosaicos romanos de alcázar de San Juan o la puerta de la antigua sinagoga de Ciudad Real. Las colecciones del Paleolítico proceden principalmente de la donación de colecciones privadas (Estanislao Rodríguez, Evaristo Martín y Margarito Expósito) y de los yacimientos del río Bullaque, La Atalaya y Aldea del Rey. La colección de Bellas Artes se ubica en el antiguo convento de La Merced.[46]

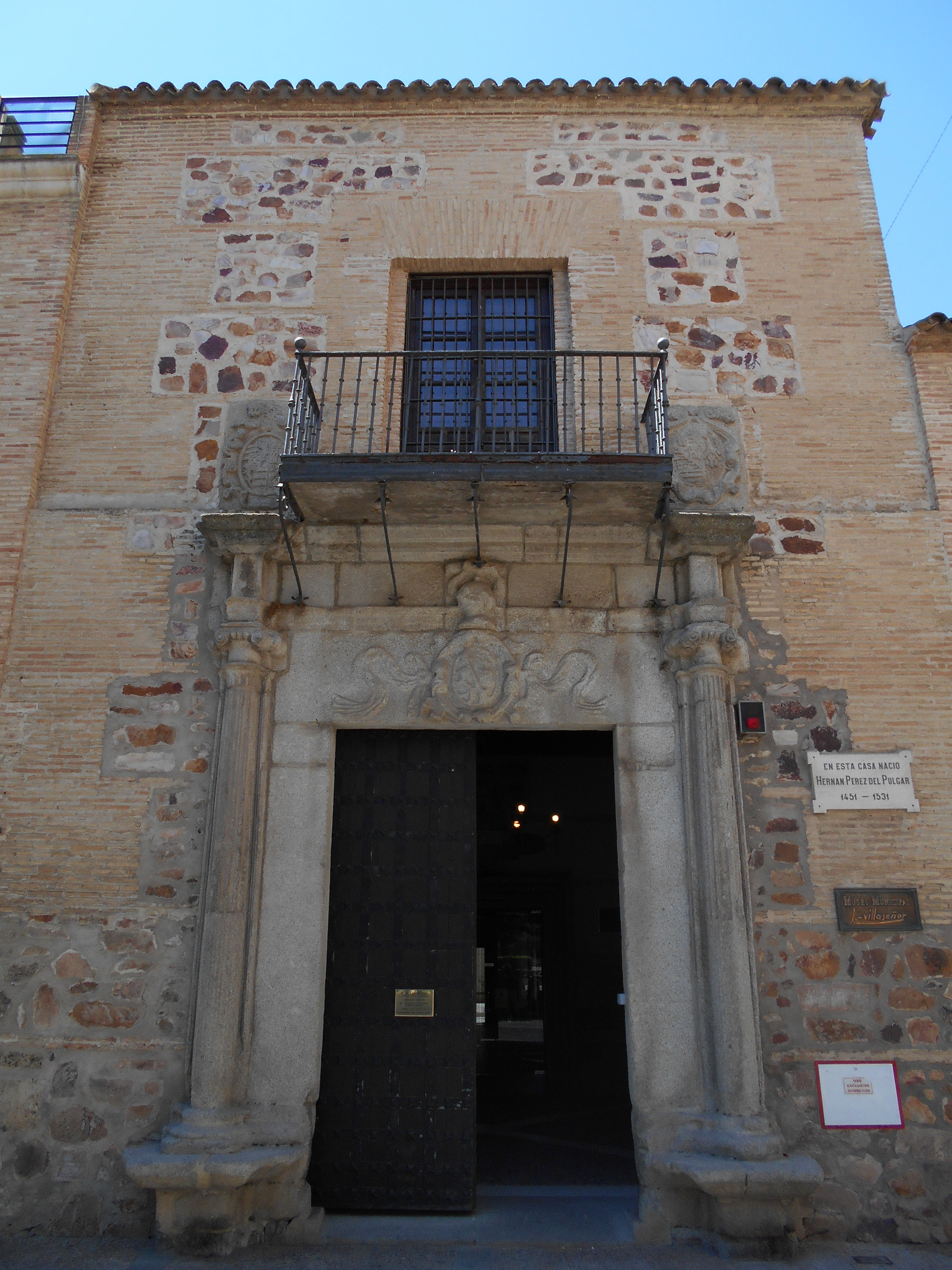
Museo López-Villaseñor. Casa natal de Hernán Pérez del Pulgar

- Museo López Villaseñor: contiene la obra del ciudadrealeño Manuel López-Villaseñor, uno de los máximos exponentes de la pintura española de la segunda mitad del siglo XX. El edificio, del siglo XIV con añadidos del siglo XVII, con una fachada que tiene una portada renacentista de piedra formada por dos columnas jónicas, balcón de forja y los escudos de la Familia Pérez del Pulgar, el cuerpo central está construido a modo de torre, y en el interior de la casa alberga un patio típico castellano. En esta casa nació en julio de 1451 Hernán Pérez del Pulgar, apodado «el de las hazañas», militar al servicio de los Reyes Católicos, en su juventud destacó por defender Ciudad Real de los calatravos y en la Guerra de Granada por la hazaña del Ave María, pues en un asalto nocturno a Granada llegó hasta la puerta de la Mezquita Mayor y clavó con su daga la oración del Ave María a modo de guerra psicológica contra estos; de cuya guerra fue cronista. Más tarde en Italia, junto con Gonzalo Fernández de Córdoba, «el Gran Capitán», y siendo su lugarteniente reformaron las tácticas de la infantería española en Ceriñola, las cuales darían lugar a los célebres Tercios españoles invictos durante más de 150 años gracias a sus enseñanzas.
- Museo del Quijote: museo dedicado a la figura del caballero Don Quijote, fruto de la obra cervantina. Combina una exposición de obras de arte relacionadas con la novela cervantina con modernos montajes multimedia que nos remontarán al siglo XVI, al ambiente de una imprenta de la época, con los personajes de la novela, en un verdadero viaje en el tiempo. Los estudiosos de la obra de Cervantes también disponen de un centro de estudios y de una importante biblioteca sobre el Quijote.
- Palacio Episcopal / Museo Diocesano: en el interior del decimonónico edificio del Palacio Episcopal se instala el Museo Diocesano, donde se conserva el mutilado patrimonio artístico mueble religioso, cantorales del monasterio de Uclés de la antigua Orden de Santiago, elementos litúrgicos, así como obras del Románico, el Gótico y, sobre todo, el Barroco. También se expone el impresionante paso de Semana Santa «La Santa Cena», obra de Faustino Sanz Herranz. Durante la Guerra Civil se convirtió en la sede del PCE de Ciudad Real, y sufriría el asalto, durante sus últimos episodios, de las milicias gubernamentales y de la CNT ciudadrealeñas.
- Museo-Archivo Histórico Municipal Elisa Cendrero: se trata de la casa de Elisa Cendrero y de Arias, fechada en 1917, y que conserva la decoración propia de la época, evocando el ambiente burgués de finales del siglo XIX, en cuyo interior se encuentra el Museo Municipal. Abierto, tras su restauración, en 2019.

### Fiestas y tradiciones

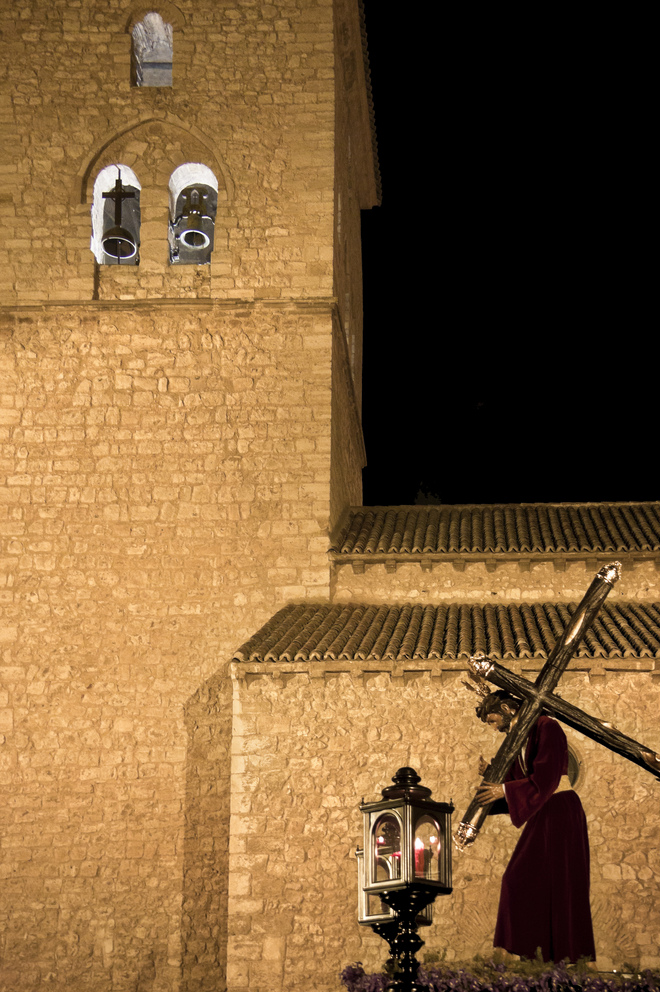
Iglesia de Santiago y el Cristo de las Penas en procesión

- Carnavales. Declarado de Interés Turístico Regional el desfile del Domingo de Piñata donde participan decenas de peñas y carrozas carnavalescas de toda España (provincia de Ciudad Real, Badajoz, Madrid, etc.).
- Semana Santa. Declarada de Interés Turístico Nacional. Veinticuatro hermandades y treinta y dos pasos (en su mayoría portados mediante el sistema de costal) transcurren por las calles de la ciudad, siendo la catedral, la plaza Mayor y el pasaje de la Merced los lugares de mayor plasticidad y belleza en el transcurrir de las cofradías.
- Corpus Christi. Con la participación de los caballeros de las órdenes militares españolas de Calatrava, Alcántara, Montesa y Santiago presidiendo el obispo de Ciudad Real, obispo-prior de las Órdenes Militares.
- Romería de la Virgen de Alarcos. Se realiza el lunes de Pentecostés en el cerro de Alarcos, a 8 kilómetros del centro de la ciudad congregando cada año a miles de fieles.
- Pandorga. Declarada de Interés Turístico Regional. Se celebra los tres últimos días de julio con conciertos, concursos y bailes callejeros, siendo en origen una ofrenda de frutos de la tierra a la Virgen del Prado, patrona de la ciudad que se realizaba el día 31 de julio. El día 30 se celebra la multitudinaria «zurra», limonada compuesta por vino y zumo de limón y frutas, que congrega a miles de personas en el recinto ferial de la ciudad. Se ha convertido en una de las fiestas más multitudinarias de España llegando a congregar a más de 50 000 personas y obteniendo fama internacional.
- Ferias en honor a la Virgen del Prado. Del 14 al 22 de agosto. Numerosos conciertos, concursos y actividades diversas jalonan estos días la vida de la ciudad. El 15 de agosto es el Día Grande, celebrándose la procesión de la Virgen del Prado con miles de fieles que durante horas recorren las calles de la ciudad. El 22 de agosto, Día de la Octava, culminan las fiestas con quema de fuegos artificiales tras la procesión de la octava de la Virgen del Prado.

### Gastronomía
Entre su gastronomía típica podemos encontrar platos como las migas, pisto manchego, caldereta, tiznao, asadillo, gachas de harina de almortas, flores, bizcochá, arrope, duelos y quebrantos, gachas y sus quesos de leche pura de oveja.

### Deportes

#### Balonmano

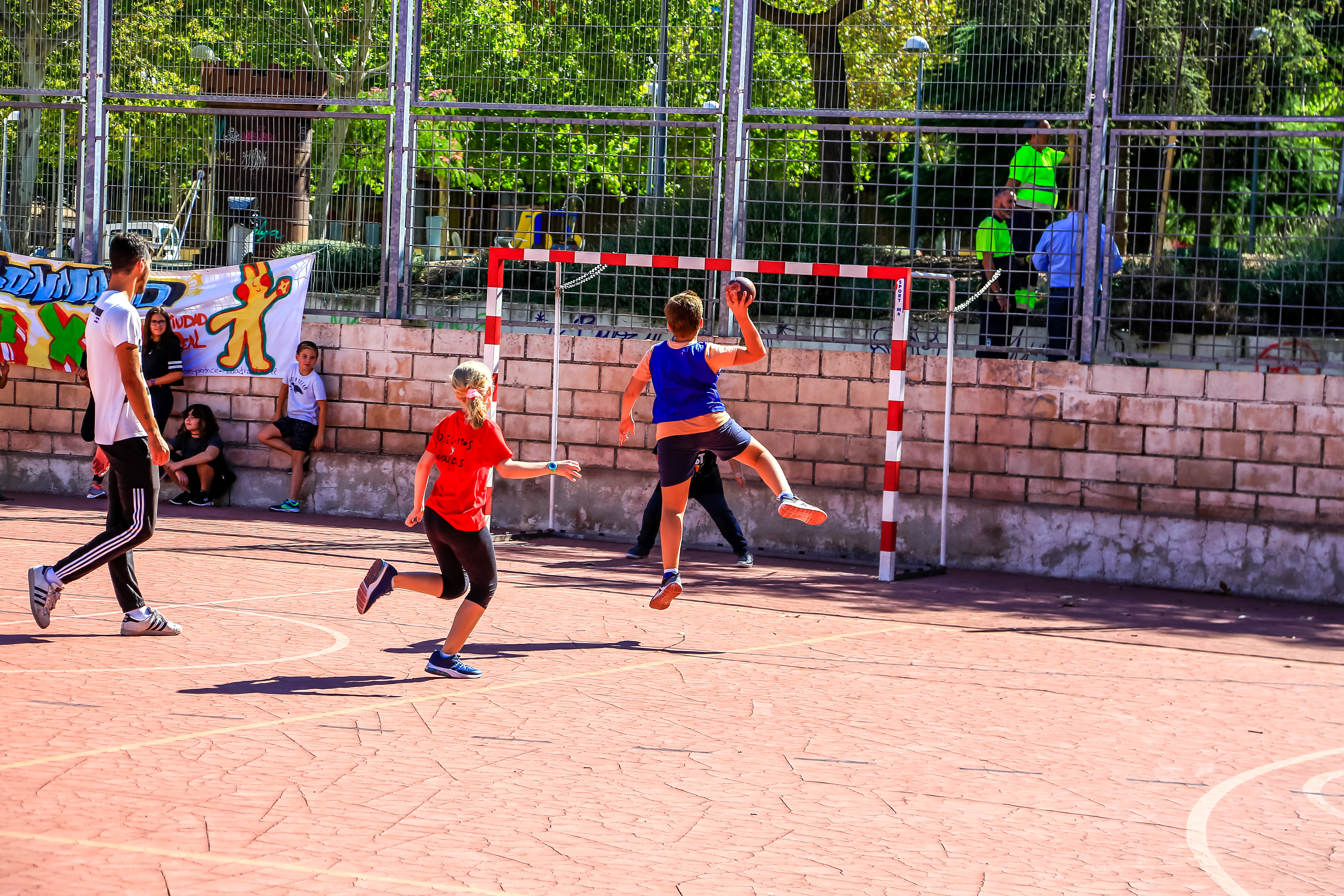
Niños en Ciudad Real practicando de forma informal el balonmano

Fue el principal deporte de la ciudad tras los éxitos del desaparecido Club Balonmano Ciudad Real. Cuenta con unas magníficas instalaciones deportivas con su pabellón Quijote Arena, con capacidad para unas 6000 personas aproximadamente. Esto lo convierte en el mayor pabellón cubierto de Castilla-La Mancha. El club consiguió 3 copas de Europa, 5 ligas ASOBAL y 2 copas del Rey entre otros títulos convirtiéndose en el mejor club de balonmano del mundo de esos años. En el verano del 2011 el club emigró a Madrid por falta de inversores en la ciudad manchega, a través de la sociedad Club Balonmano Madrid S.L, fundada por Domingo Díaz de Mera, para recibir los derechos deportivos del Club Balonmano Ciudad Real dado que este no contaba con un patrocinador en Ciudad Real, indispensable para mantener una plantilla de alto nivel. Registrado en la Real Federación Española de Balonmano cómo Club Deportivo Básico Balonmano Neptuno, lució los símbolos y utilizó el nombre del Club Atlético de Madrid S. A. D., como consecuencia de un acuerdo de patrocinio. El equipo en un principio siguió entrenándose en la ciudad manchega durante el primer año, aunque en la temporada 12/13 encuentra una nueva sede para sus entrenamientos en el pabellón madrileño Antonio Díaz Miguel. El 9 de julio de 2013 desaparece.
Como consecuencia del traslado del Club Balonmano Ciudad Real, unos aficionados crearon el Club Balonmano Caserío Ciudad Real. En mayo de 2013, consigue el ascenso a 1.ª División Nacional, después de ganar el sector de ascenso. En la temporada 21/22 asciende a División de Honor Plata. Un año después del traslado del Balonmano Ciudad Real a Madrid, se funda el Balonmano Alarcos Ciudad Real, integrado por la cantera del desaparecido BM Ciudad Real. En la temporada 22/23 ambos equipos militan en División de Honor Plata (2.ª categoría del balonmano español).

#### Fútbol
El C.D. Manchego, fundado en 1929, ha sido históricamente el club de fútbol representativo de la capital. Tras su desaparición en el año 2000, surgió el Manchego Ciudad Real C. F. y a la desaparición de este en 2009, se fundó el C.D Manchego Ciudad Real, que en la temporada 2022/2023 logra el ascenso a la Segunda RFEF. Cuenta con dos equipos juveniles y otro femenino además de ser uno de los gestores de la Escuela Municipal de Fútbol, contando con una cantera de más de 300 niños en diferentes categorías.
En el año 2018 se crea el Ciudad Real C.F iniciando ese año su andadura en Segunda Autonómica, y consiguiendo el ascenso a Primera Autonómica en una atípica temporada 2019/2020.
Las instalaciones de fútbol en la capital son el Estadio Rey Juan Carlos I, con capacidad para 2200 espectadores y césped natural, así como el Ciudad Sur y el Larache de césped artificial.
El fútbol sala femenino de Ciudad Real está representado por el C.D.E. Ciudad Real F.S.F., creado en 2005 para llenar el vacío que existía en este deporte en la capital. Actualmente compite en la liga provincial quedando siempre entre los primeros puestos y participando en múltiples maratones de toda la región en época veraniega.

#### Baloncesto
Representado por el Club Baloncesto Ciudad Real, equipo que actualmente milita en la liga EBA, grupo B. Juega en el pabellón Puerta de Santa María con capacidad para 3500 espectadores y dónde antes jugaba el Club Balonmano Ciudad Real. Existe también una gran implantación del baloncesto en las categorías infantiles y alevines de la ciudad.

#### Atletismo
Cuenta con las instalaciones del Estadio Rey Juan Carlos I donde se practican pruebas de velocidad, salto de altura, salto de longitud, etc.

#### Natación
La ciudad cuenta con varias piscinas, entre ellas la municipal llamada Príncipe Felipe al aire libre y dos piscinas cubiertas, ambas de medidas olímpicas y dónde entrenan y compiten habitualmente los dos clubs de natación de la ciudad, el Club Natación Ciudad Real y el Club Natación Alarcos.

#### Rugby
Antiguamente vinculado a los universitarios de la ciudad, el Ciudad Real Rugby Club, refundado en 2009, participa actualmente en el torneo de Castilla-La Mancha encuadrado en el grupo Oeste. En 2013 el equipo se traslada a la vecina Miguelturra, renombrándose como Arlequines Miguelturra.

#### Ciclismo
La Vuelta a España ha finalizado en dos ocasiones en la capital manchega. Los ganadores de la etapa fueron:
- 2008: Levi Leipheimer (Estados Unidos)
- 2006: José Luis Arrieta (España)

### Medios de comunicación

#### Prensa
En Ciudad Real se encuentran los principales periódicos de información general nacional, como El País, El Mundo, ABC y La Razón, así como diarios deportivos nacionales As y Marca. En cuanto a los periódicos de información local y provincial, encontramos el semanario público Lanza, propiedad de la Diputación, y La Tribuna, perteneciente al grupo privado Promecal, propiedad del constructor y empresario Antonio Miguel Méndez Pozo. En cuanto a medios electrónicos, destaca el periódico independiente Mi Ciudad Real así como Ciudad Noticias.

#### Radio
La capital manchega cuenta con varias emisoras de radio. De información general, hay presencia de las principales cadenas nacionales: RNE, RCM, Cadena SER, COPE, Punto Radio y Onda Cero. En cuanto a emisoras locales, Ciudad Real cuenta con La Fresca FM, Rock FM, Radio Marca, Cadena 100, Cadena Dial, Kiss FM y LOS40. En febrero de 2023 empezó a emitir la emisora local Onda Metropolitana.

#### Televisión
Además de las cadenas nacionales, existen otras de carácter autonómico, como Castilla-La Mancha Televisión gestionado por la Junta de Comunidades de Castilla-La Mancha y otras a nivel local, como Ciudad Real Televisión gestionado por el Ayuntamiento de Ciudad Real, e I Más Televisión, de carácter privado.

## Ciudades hermanadas
Ciudad Real tiene firmados acuerdos de hermanamiento con diversas ciudades del mundo.
- College Station, Estados Unidos
- San Cristóbal de las Casas, México
- Târgovişte, Rumanía
- Arafo, España